# Ранняя готика
Ранняя готика — первый период развития готической архитектуры, начавшийся около 1130 года в Северной Франции и Нормандии, перешедший в Англию и длившийся до середины XIII века. Основные элементы унаследованы готикой от более ранней романской архитектуры — это нервюрный свод, аркбутан и стрельчатая арка. Специфической чертой готики является сочетание этих элементов в конструкции, позволившие строить здания невиданной дотоле высоты и размеров, наполненные светом витражных окон
Среди важнейших памятников ранней готики находятся части базилики Сен-Дени (1130—1148: западный фасад, нартекс, и деамбулаторий), Санский собор (1140), Ланский собор (1155—1235), собор в Санлисе (1160) и наиболее известный — собор Парижской Богоматери (начат в 1160).
Ранняя английская готика возникла под влиянием французской, что хорошо заметно на хорах Кентерберийского собора, но очень скоро стала развиваться своим путём. В частности, в Англии готические церкви росли в длину, а не в высоту, применялись более сложные и асимметричные планировки, хоры завершались прямой, а не закруглённой абсидой, в интерьере использовался цветной камень (в частности, пурбекский мрамор). Образцами ранней английской готики являются западный фасад Уэлского собора, хоры Линкольнского и ранние части Солсберийского собора.
В начале XIII века из ранней готики развился более смелый и масштабный стиль высокой готики.

## Конструктивный смысл
Принципиального различия между романским и готическим храмом нет. Цели, стоящие перед зодчим, при переходе к готике не меняются, но в его руках оказываются иные средства. Все отдельные черты, которые можно выделить в готической архитектуре: стрельчатые арки, крестовый свод на нервюрном каркасе, применение контрфорсов и перенос распора свода в сторону при помощи аркбутана — встречаются и в романских зданиях. С точки зрения конструкции развитие готического стиля из романского знаменуется синтезом этих элементов и развитием умения зодчих сосредоточивать с их помощью прежде распределённые вдоль стены силы веса и распора сводов, и воспринимать их не протяжёнными инертными массами стен, а тонкими относительно высоты устоями и контрфорсами. Таким образом, во-первых, из того же количества строительного материала может быть возведено более крупное здание, во-вторых, оно может быть сведено к каменному несущему каркасу, заполненному тонкими стенками или сплошными витражами. Тёмный романский храм по мере развития готики становится всё выше и светлее.
Уменьшение инертных масс приводит к возрастанию удельных нагрузок на элементы каркаса. Камень должен быть не только прочен сам по себе, но и тщательно, ровно по чертежу, отёсан, что требует умелых рабочих. С ростом нагрузок используются и более толстые слои раствора, причём готические архитекторы не допускают ошибки, нередко встречающейся у романских, когда в облицовке для красоты слои раствора делаются тоньше, чем в забутке, что вызывает из-за разной усадки отрыв облицовки от ядра. В конструкции встречаются связи железными скобами, залитыми свинцом, а в соборе Парижской Богоматери — целые выравнивающие кладку ряды, сплошь связанные металлом. Также приходится считаться с осадкой и усадкой здания, и готическая конструкция оказывается достаточно гибкой, чтобы воспринимать, не разрушаясь, значительные деформации, как, например, у соборов в Мо и Труа.

## Происхождение
Предпосылкой к появлению французской готической архитектуры стало появление в XII веке в регионе Иль-де-Франс сильной королевской власти. Людовику VI (1081—1137) удалось покорить феодалов северной Франции и успешно отбиться от Генриха I Английского (1100—1135). При нём и при его предшественниках монастыри и соборы, на строительство которых короли не жалели средств, стали зримым воплощением силы и единства церкви и государства. Париж был резиденцией королей, Реймс — местом их коронации, базилика аббатства Сен-Дени — местом их упокоения.
Сугерий, аббат Сен-Дени, был также первым министром Людовиков VI и VII, и управлял государством, пока монархи отлучались в крестовые походы. Сугерий занялся перестройкой церкви святого Дионисия и таким образом создал первый образец готического стиля.

## Базилика Сен-Дени
В Сен-Дени с конца X века хоронили французских королей, начиная с династии Капетингов. Также монастырь привлекал к мощам покровителя Парижа святого Дионисия многочисленных паломников. Именно для них Сугерий сначала построил обширный нартекс и западный фасад с порталом и окном-розой посередине.
Наибольшее значение имеет постройка Сугерием деамбулатория и венца капелл вокруг абсиды в восточной оконечности собора, где он использовал стрельчатые раки и нервюрные своды новым, дотоле неизвестным способом. Толстые стены, служившие опорами сводам, он заменил аркадами на колоннах, источником вдохновения ему послужили римские колонны в термах Диоклетиана. Сугерий гордился величиной и лёгкостью этих конструкций: «благодаря полукруглой цепи капелл церковь просияла светом из самых больших окон, раскрывших её красоту», потому что был адептом учения Эригены и Псевдо-Дионисия Ареопагита о том, что свет является проявлением божества и все светоносные тела суть воплощение вечного света Господа. Таким образом, витражи, создающие «неземной» свет, являются идеальным воплощением средневекового религиозного духа. Сугерий также придал символическое значение деталям своих хоров: 12 колонн между капеллами символизируют 12 апостолов, а 20 колонн боковых нефов — младших пророков Ветхого завета.
Верхние части хоров и трансепта Сугерия были довольно скоро, в 1230-х годах, перестроены в новом лучистом стиле, но капеллы и нижняя галерея сохранились в исходном виде.

Базилика Сен-Дени
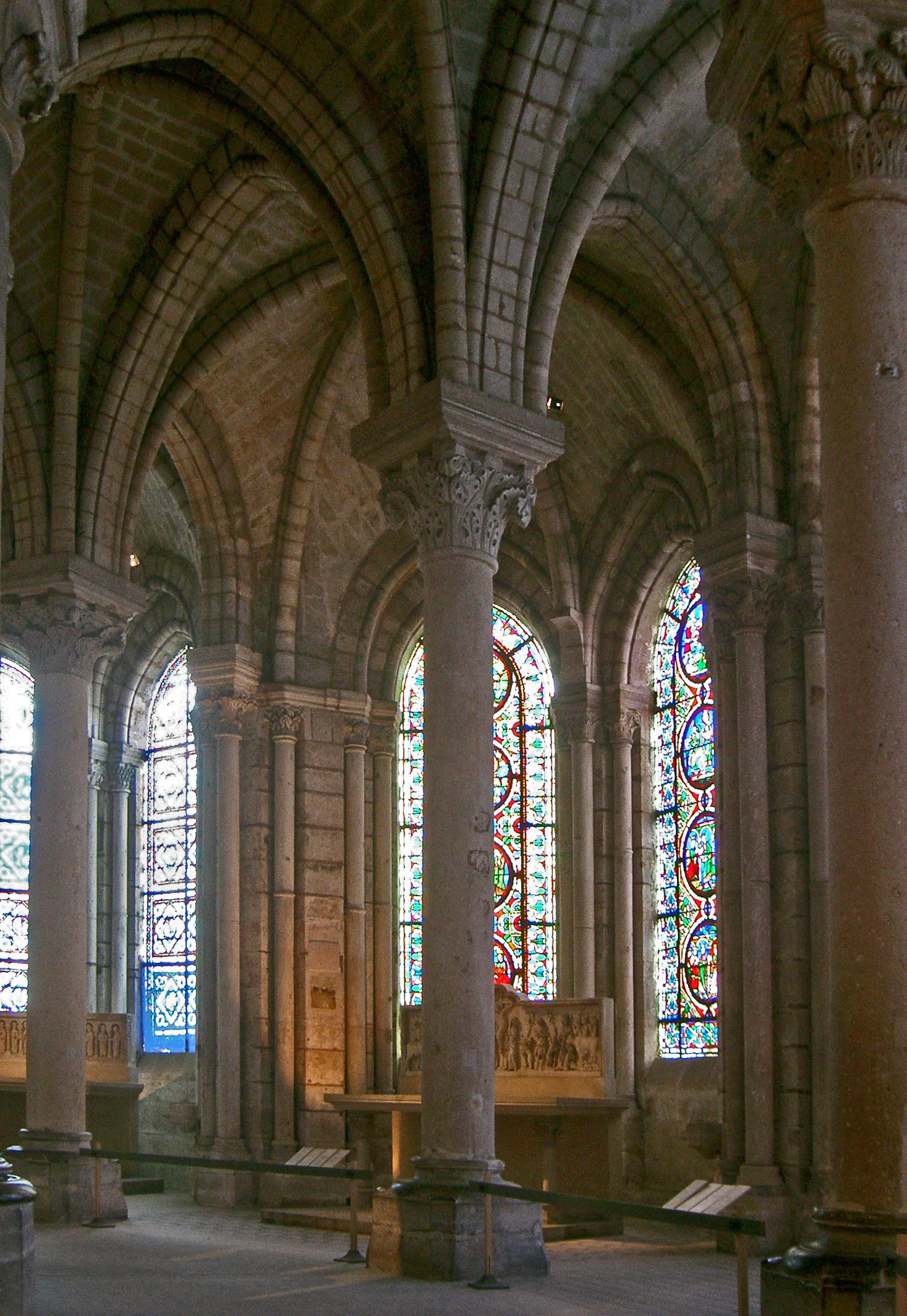
Деамбулаторий Сугерия
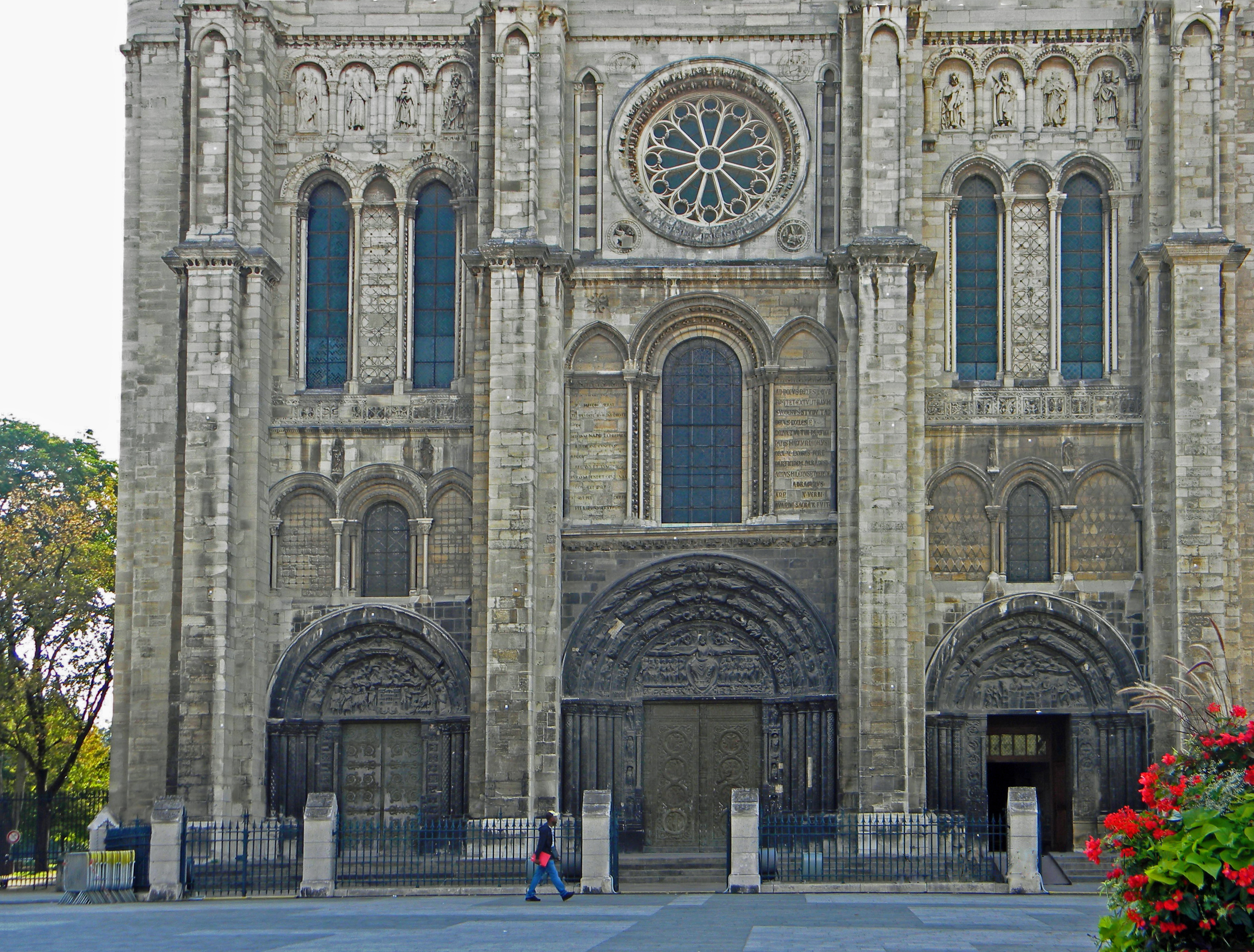
Западный фасад и порталы Сугерия до чистки
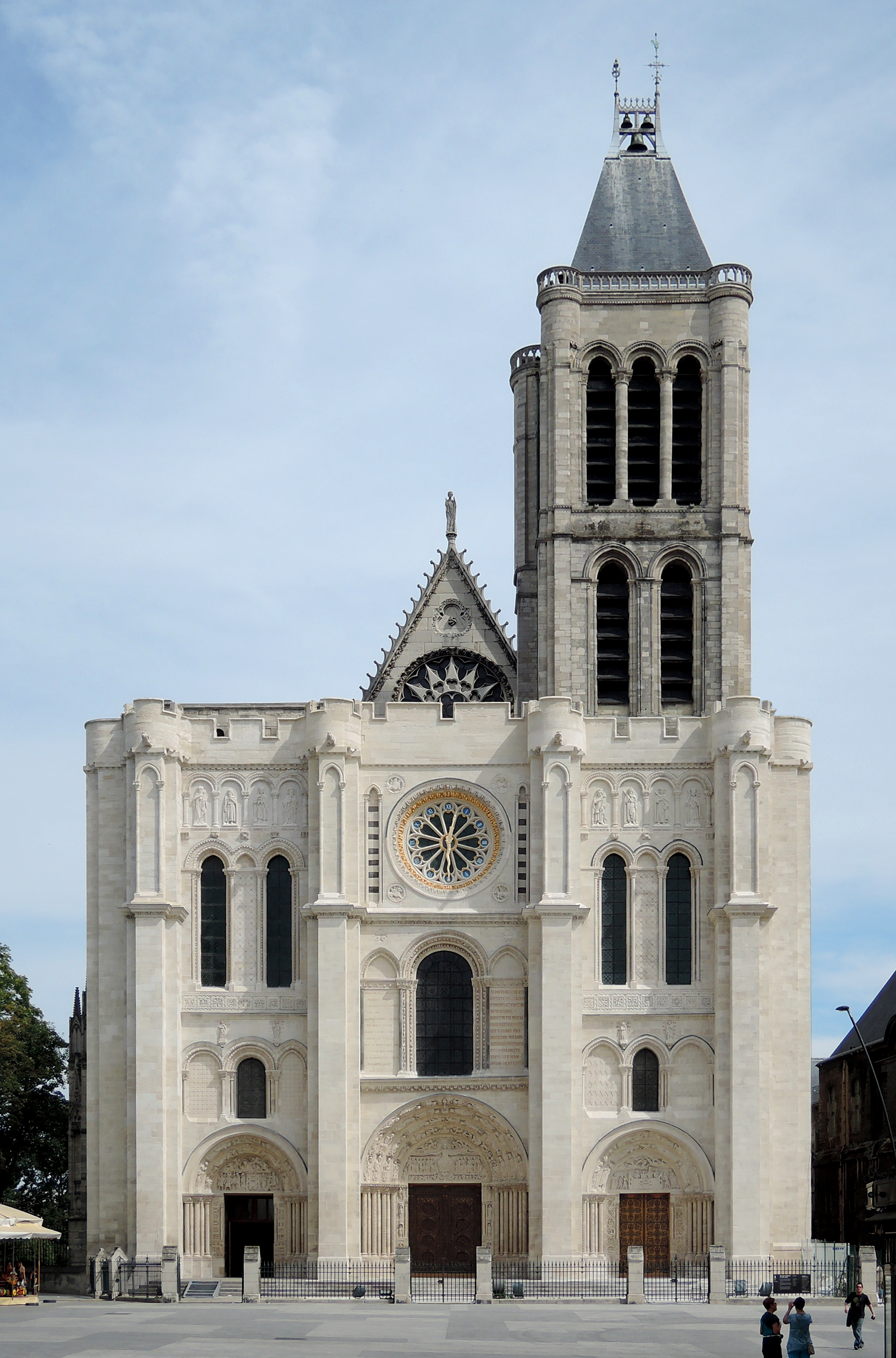
Западный фасад после чистки. Правая башня кон. XII в., левая - разобрана в XIX в.

## Ранние французские готические соборы

### Санский собор
Санский собор, построенный по образцу новых конструкций в Сен-Дени, стал первым полностью готическим собором. Его строительство начато в 1130—1135 годах, и к 1140 году закончена существенная часть, судя по тому, что в здании проходило осуждение Абеляра. В 1164 году освящён главный алтарь. Трансепта не было, он начат только в XIV веке и закончен в XVI пламенеющими фасадами. Западный фасад ныне является результатом нескольких реконструкций, скверно сочетающихся друг с другом.
Своды нефа — шестичастные на нервюрах, что позволяет перекрыть большой пролёт высоким потолком. Поскольку шестичастный свод создаёт неравномерную нагрузку на опоры, опоры делаются неодинаковыми: массивные квадратные устои чередуются с более лёгкими круглыми колоннами. Вертикальное строение главного нефа высотой 80 футов (24 метра) трёхъярусное: нижняя аркада, трифорий и верхний ярус с окнами. Первоначально, вероятно, это были небольшие спаренные окна, которые в XIII веке заменены ныне существующими. Вероятно, боковые нефы первоначально не были покрыты сводами, потому что пяты их начинаются не на уровне капителей колонн, а выше на консолях. Капелла при абсиде изначально была одна, остальные добавлены позднее.
Скульптура в Сансе датируется первыми годами XIII века.
Вильгельм Санский, строивший собор, позднее отправился в Англию реконструировать неф в Кентербери и перенёс таким образом готику на Британские острова.

Собор святого Этьенна в Сансе
Западный фасад
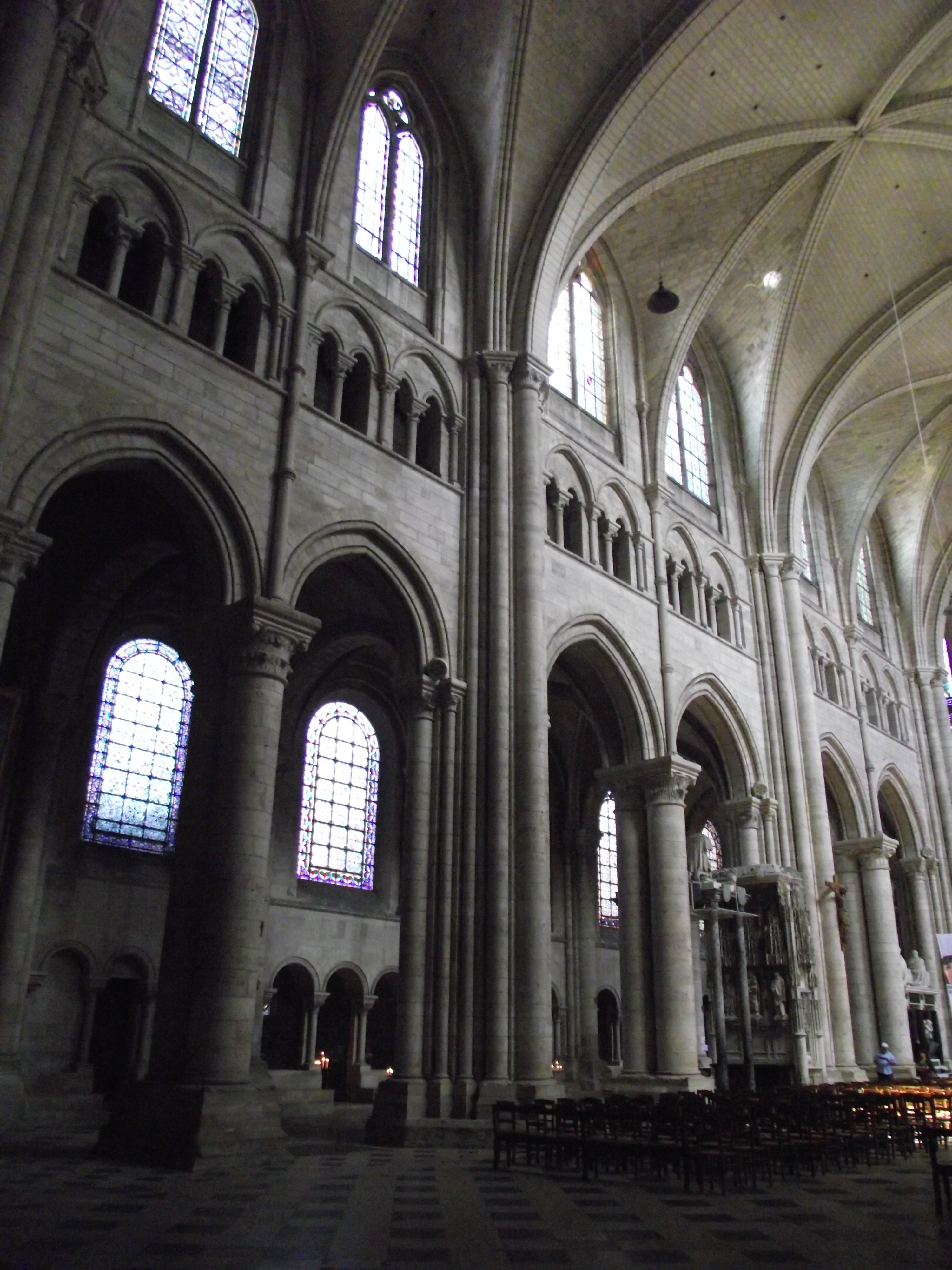
Интерьер нефа
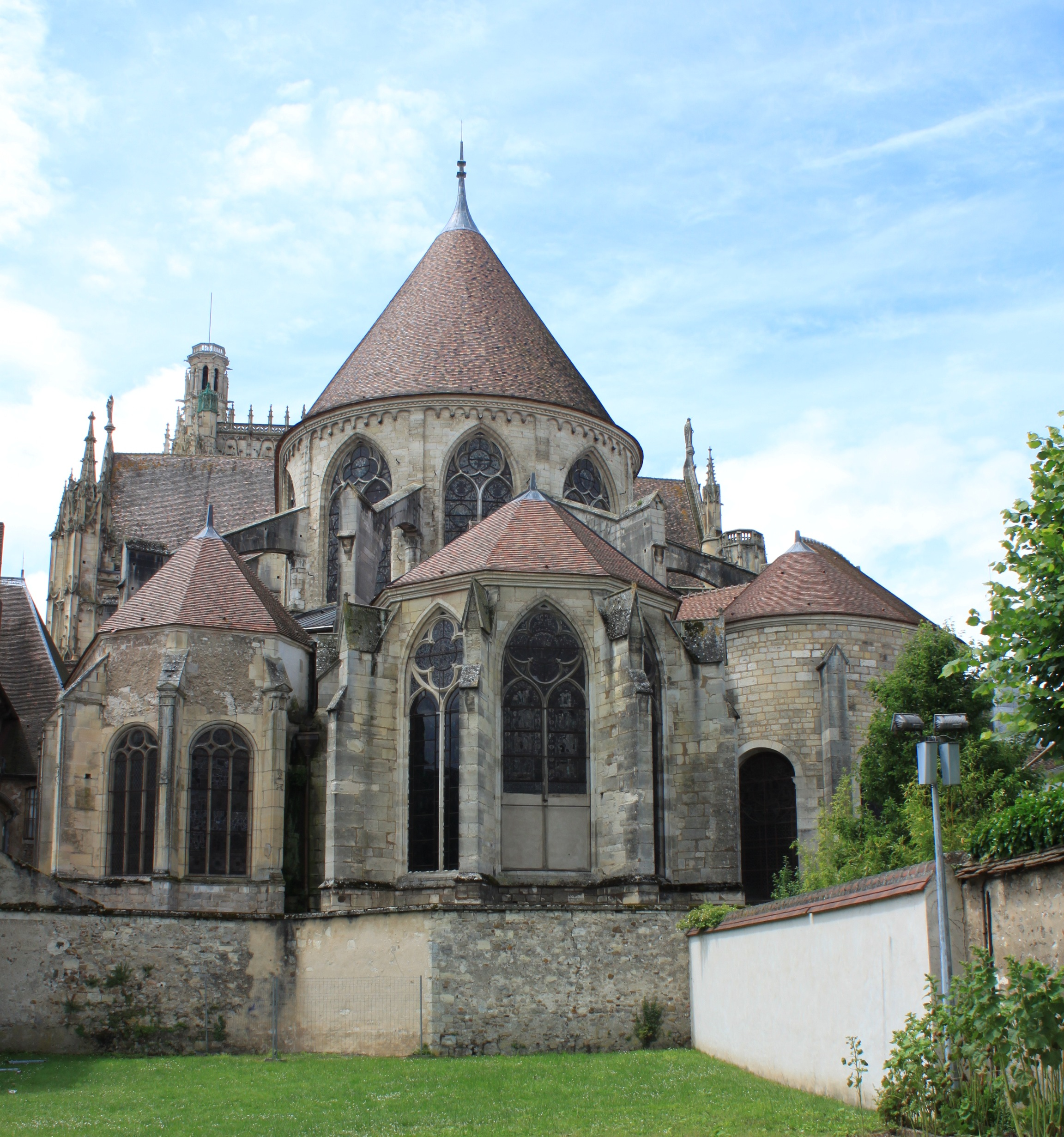
Капеллы вокруг абсиды

### Собор в Санлисе
Собор в Санлисе строили с 1153 по 1191 год. Его укороченный план следует из расположения на стеснённой площадке близ городской стены. Как и в Сансе, план собора трёхнефный без трансепта. Хоры по образцу Сен-Дени окружены капеллами. Вертикальное строение трёхъярусное с большой галереей трифория. Своды шестичастные, опоры чередующейся толщины. В XIII и XVI веках церковь претерпела заметную реконструкцию: добавлена башня, заново отделан интерьер, и многие ранние черты утрачены под пламенеющим декором.

Собор в Санлисе
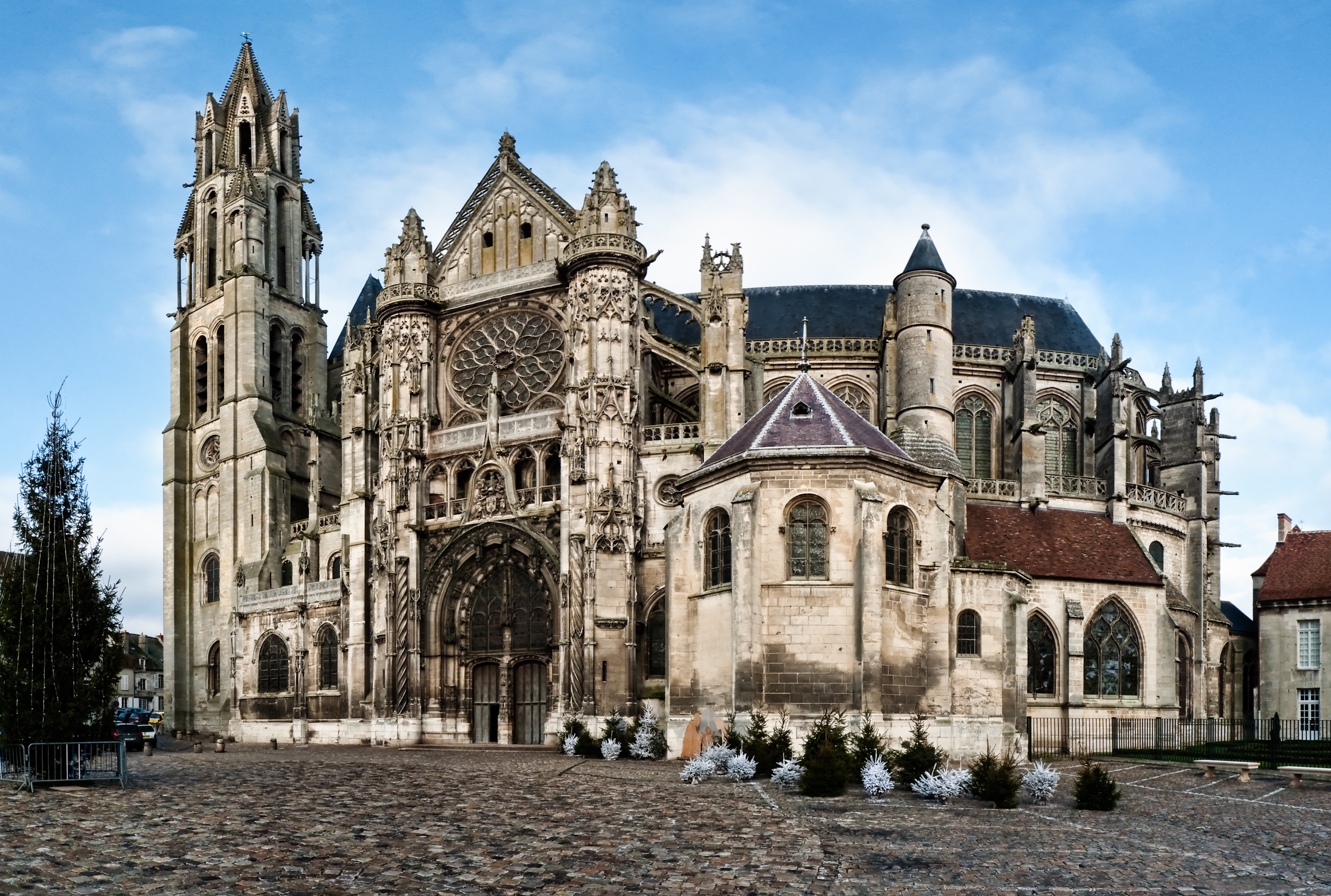
Общий вид
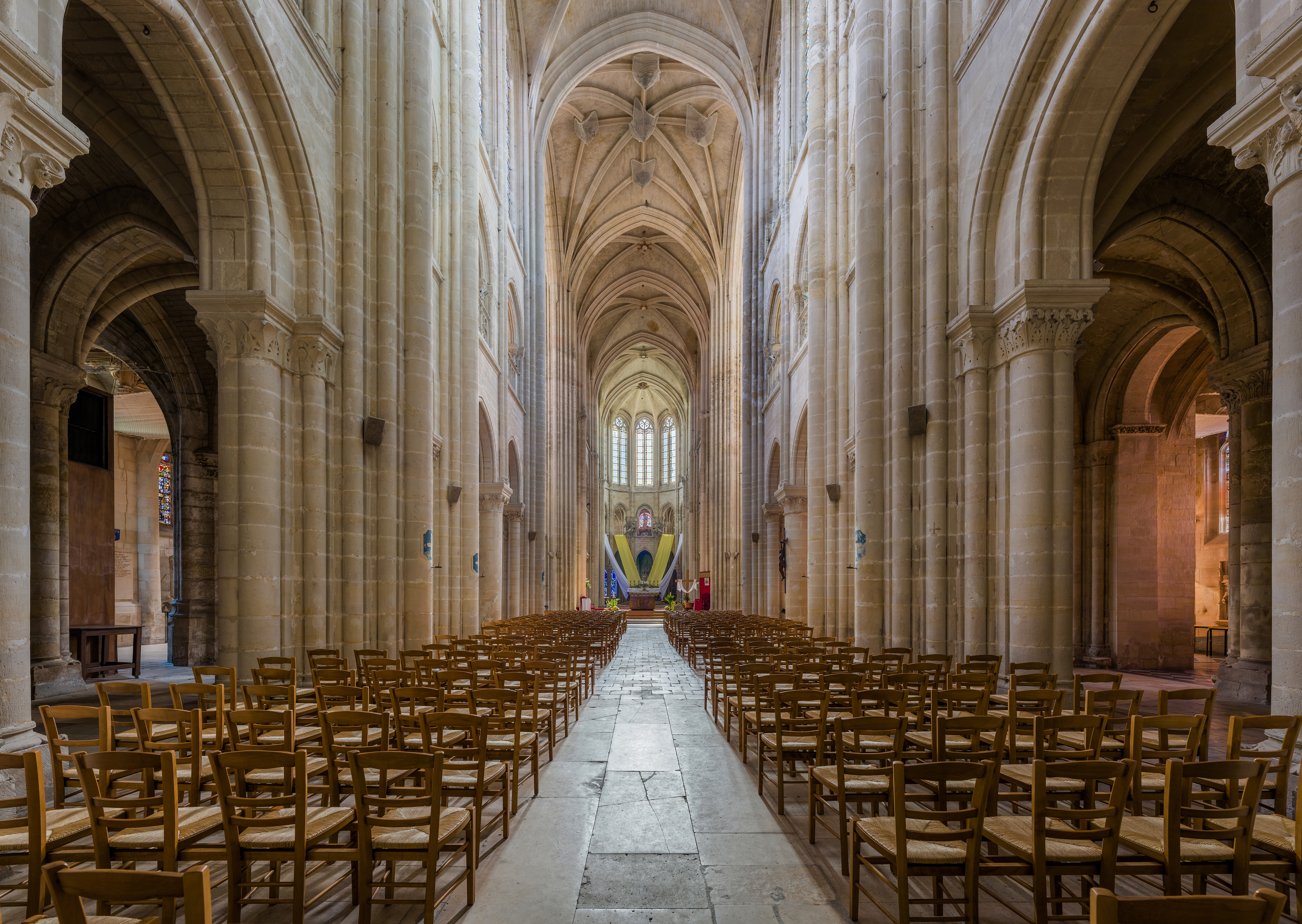
Интерьер нефа
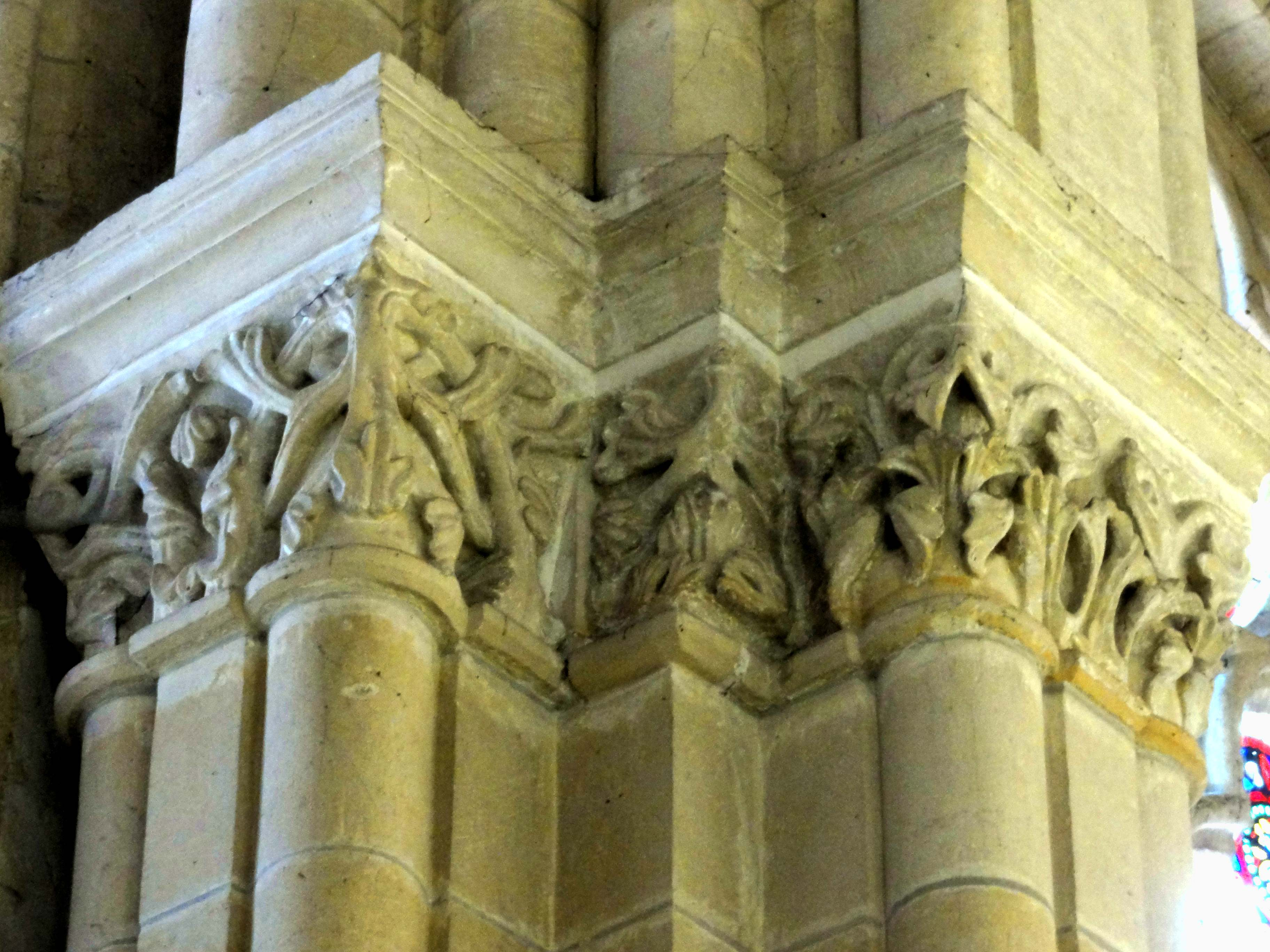
Капители
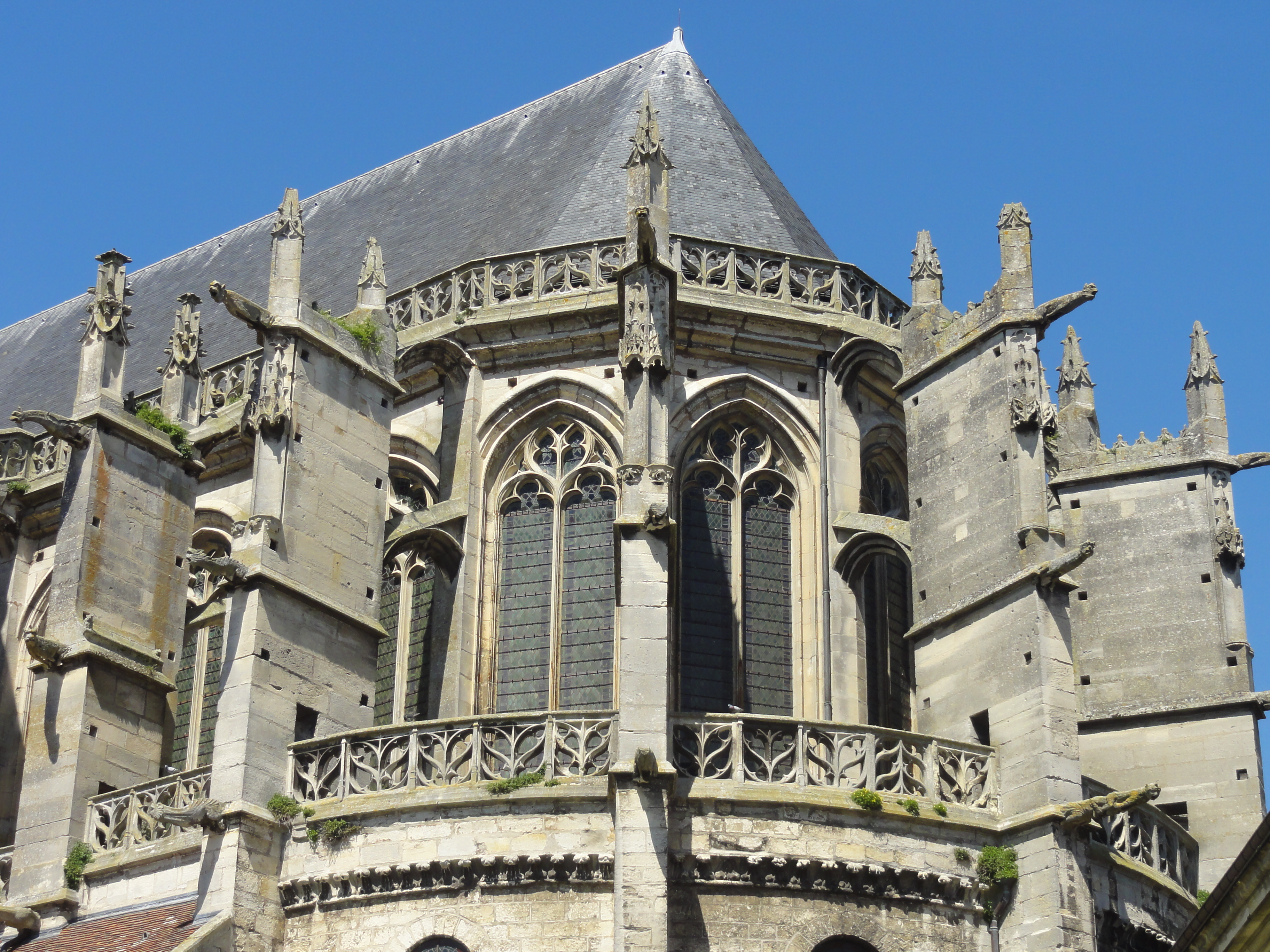
Ранняя система аркбутанов

### Нуайонский собор
В Нуайоне короновались Карл Великий и Гуго Капет. Собор в Нуайоне, начатый в 1150—1155 годах, открыл группу знаменитых соборов Пикардии, процветающей области к северу от Парижа. Церковь сохраняет многие романские черты, в том числе сильно выдающийся трансепт, завершённый на обоих концах абсидами, и верхние галереи боковых нефов. При этом над этими галереями в нём появляется новый ярус — глухой трифорий. Шестичастные своды опираются на чередующиеся сложного сечения столбы и круглые колонны. Вокруг восточной абсиды венцом располагаются пять капелл, и три яруса окон делают эту часть очень светлой.

Нуайонский собор
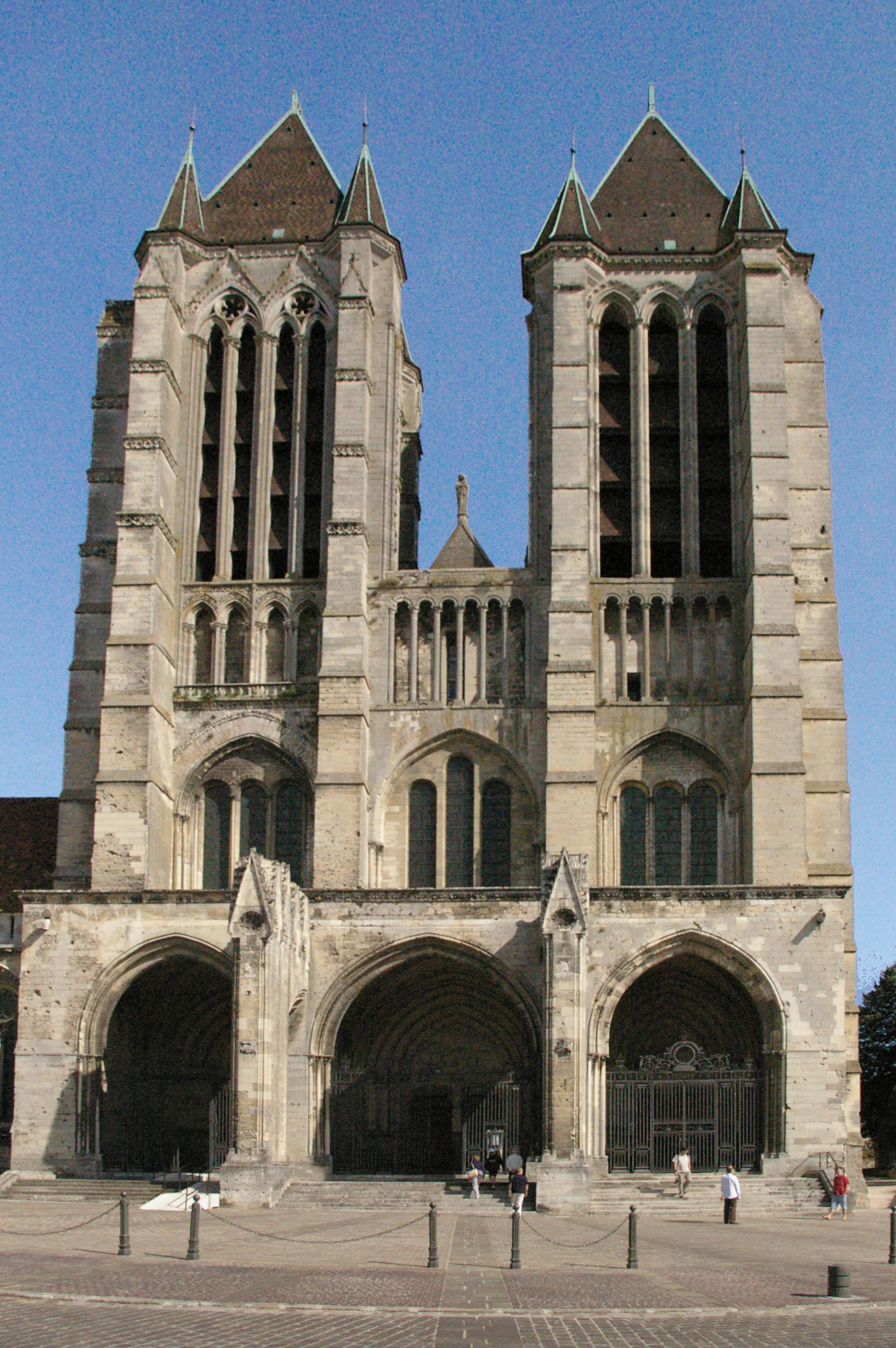
Западный фасад
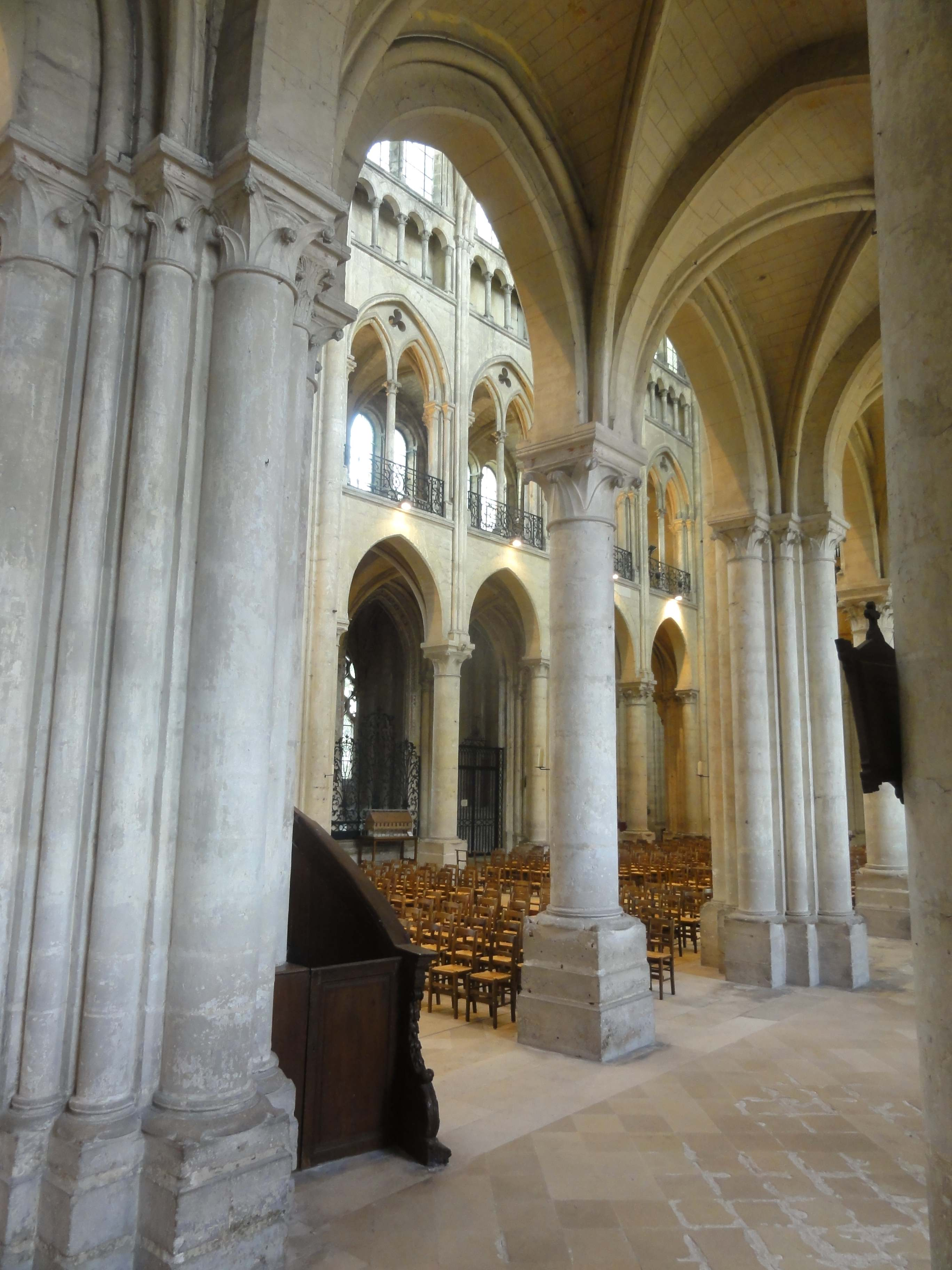
Опоры сводов и четырёхъярусное строение нефа

### Ланский собор
Собор Богоматери в Лане, начатый в 1190 году, является современником Богоматери Парижской и почти столь же велик, но облик их радикально разнится. Собор в Лане стоит на стометровом холме и виден издалека, для чего все строительные материалы пришлось поднимать в повозках, запряжённых быками. Статуи быков поэтому украшают башни собора.
План собора необычен для французской готики тем, что хоры длинны, почти равновелики нефу (10 и 11 секций соответственно), и оканчиваются прямой стеной, а не полукруглой абсидой, что можно считать английским влиянием. Башен в Лане также необычное число — пять: две на западном фасаде, две по концам трансепта и восьмигранный фонарь на средокрестии. Последний, вероятно, следует образцу нормандских монастырских церквей в Кане. Как и во многих раннеготических церквях, неф в нём четырёхъярусный: нижняя аркада, галереи (эмпоры), глухой трифорий и окна. Шестичастные своды покоятся на чередующихся устоях. Все арки — стрельчатого очертания, потолки тщательно и тонко отделаны, замки сводов решены в виде чашечки примулы.
Предположительно между 1205 и 1225 годами предпринята перестройка хоров.
Из трёх роз Ланского собора сохранилось две — западного фасада и северного трансепта, южная роза утрачена. Роза западного фасада, фланкирующие её окна и порталы помещены в очень глубокие ниши между сильно выступающими контрфорсами башен. Сами башни двухъярусные, весьма сложной конструкции, обстроены беседками и павильонами, некогда были увенчаны острыми шпилями.

Нотр-Дам де Лан
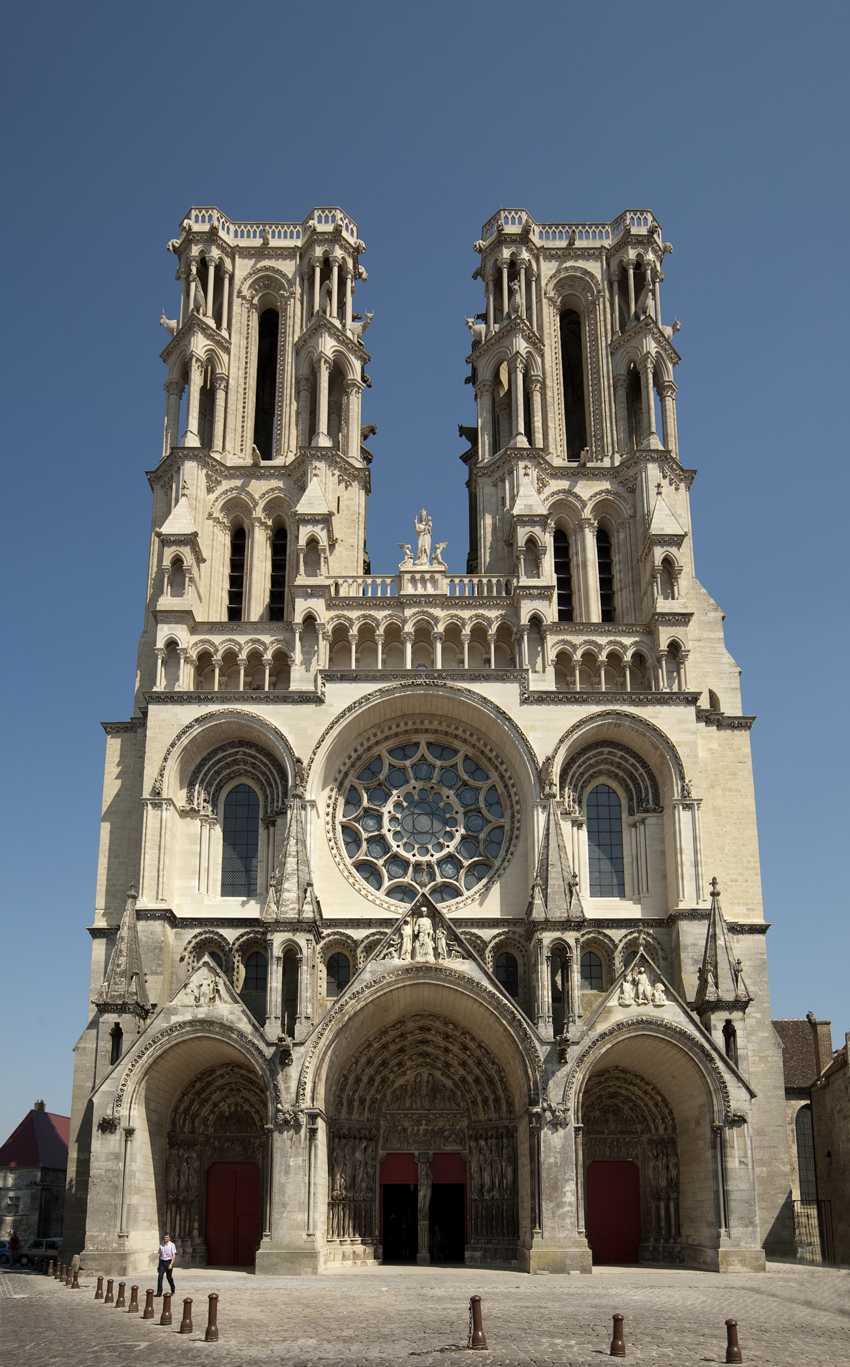
Западный фасад
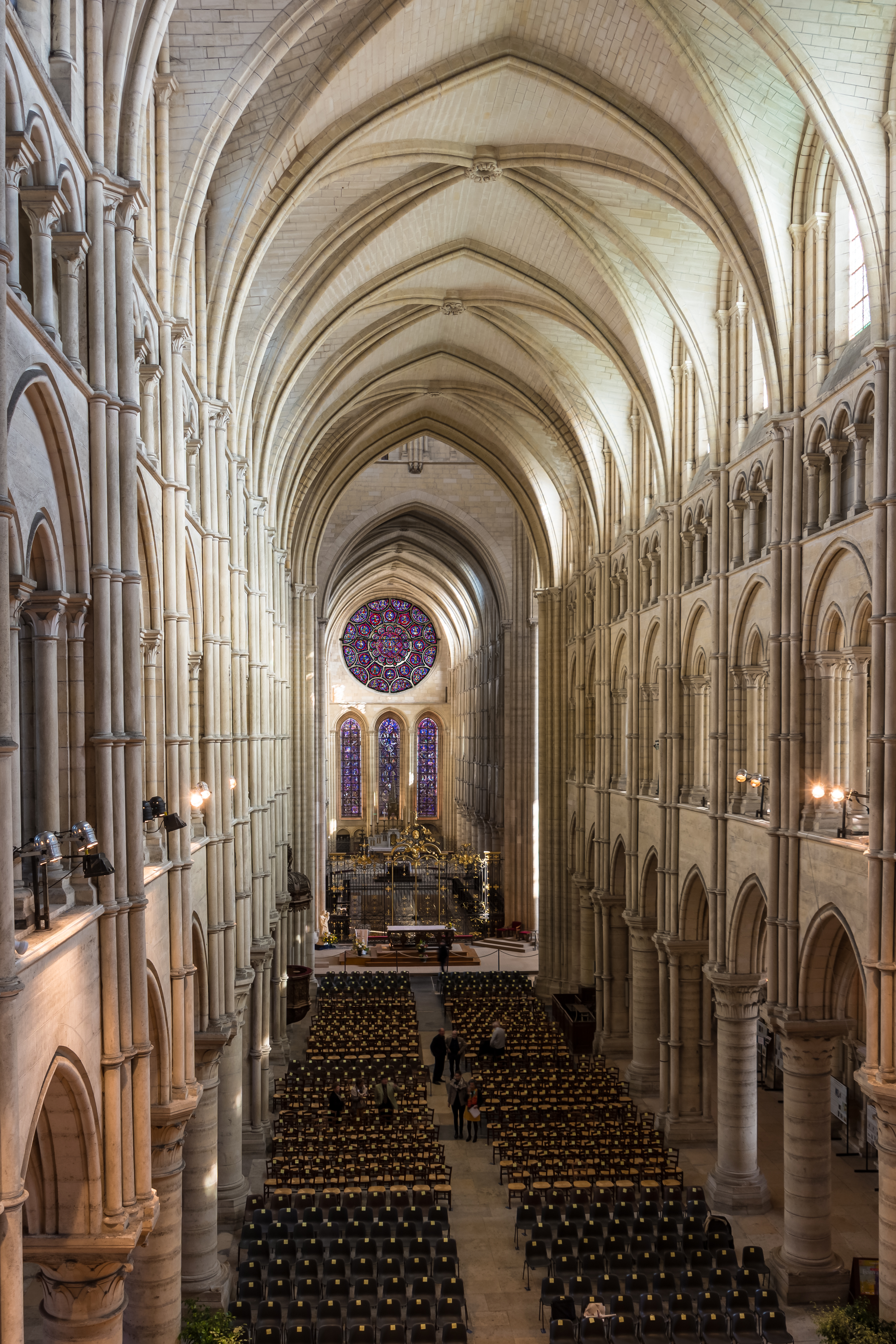
Неф, вид к востоку

## Собор Парижской Богоматери
Собор Парижской Богоматери является крупнейшим и лучшим памятником ранней готики во Франции. Его строительство начал в 1163 году епископ Морис де Сюлли, поставив перед собой цель превзойти все европейские церкви. Собор длиной 122 метра и высотой 35 метров на 8 метров превосходил самый высокий на тот момент Ланский собор. Первоначальный план — пятинефный без венца капелл, но с двойной обходной галереей вокруг абсиды (капеллы между контрфорсами добавлены в XIV веке). Длина хоров довольно велика по отношению к общей длине собора и составляет 28 метров, ширина — 12 метров. По подсчётам Виолле-ле-Дюка, собор вмещал 9 тыс. человек, из них полторы тысячи — на эмпорах.
Главный алтарь был освящён уже в 1182 году, в 1185 году патриарх Иерусалимский проповедовал в соборе Третий крестовый поход. В 1210-х годах строили западный фасад, во второй четверти XIII века — башни (69 метров), во второй половине того же века — трансепт в нынешнем виде.
Западный фасад собора Богоматери в целом похож на фасад церкви Троицы в Кане: три портала, из которых средний больше, горизонтальное членение и две прямоугольные башни с плоскими завершениями. Над порталами сплошной горизонтальной полосой тянется галерея скульптур французских королей, утраченная в годы революции. Современные скульптуры выполнены в XIX веке. Третьим ярусом служат окна, в том числе центральная роза под полуциркульным козырьком. Над ними фасад до квадрата дополняет высокая аркада из узких стрельчатых арок, которая в середине является прозрачной решёткой, и сквозь неё виден тонкий шпиль на средокрестии. Над квадратом возвышаются башни звонницы с высокими узкими тёмными ланцетовидными проёмами. Вся композиция фасада очень спокойна и ясна, пропорции просты, объёмы уравновешены, порталы и окна посажены не слишком глубоко, что не создаёт драматической светотени.
Несмотря на то, что перекрытие главного нефа шестичастное, в отличие от других соборов, в Париже не используется чередование устоя и колонны. Нервюры спускаются с потолка на стены в виде пучков тонких колонок и опираются на широкие классические капители мощных круглых колонн, что гармонизирует интерьер храма. Вертикальное строение нефа изначально было четырёхъярусным, с эмпорами и трифорием, но в XIII веке эмпоры были убраны (в XIX веке в нескольких секциях у трансепта в ходе реставрации их вернул Виолле-ле-Дюк). Причиной ликвидации эмпор было то, что храм стал казаться тёмным в сравнении с другими, более современными: прямой свет не мог проникнуть не только из боковых окон в главный неф, но даже и попасть в сами окна, которые были затенены контрфорсами. Круглые окна на эмпорах также были слишком глубоко, а окна верхнего яруса — слишком низки. Лучше осветить главный неф удалось, только устранив галерею и сильно понизив крышу над боковыми нефами, чтобы опустить подоконники.
Неизвестно, где именно впервые появляются аркбутаны для уравновешивая распора сводов главного нефа — в соборе Богоматери или в Сен-Жермен-де-Пре, но определённо это было в Париже. Аркбутаны позволяют устроить в верхнем ярусе окна большей величины.

Собор Парижской Богоматери
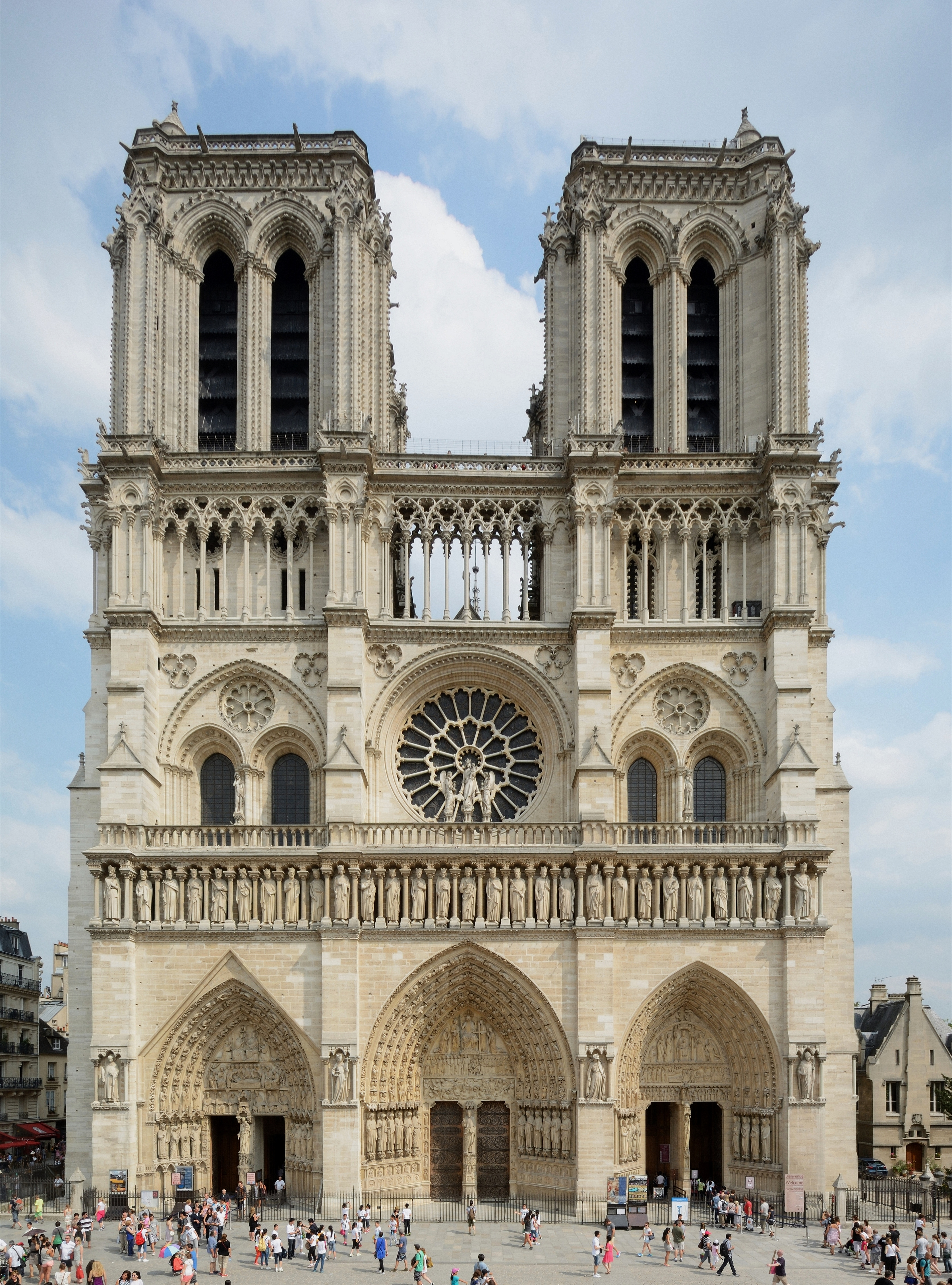
Западный фасад
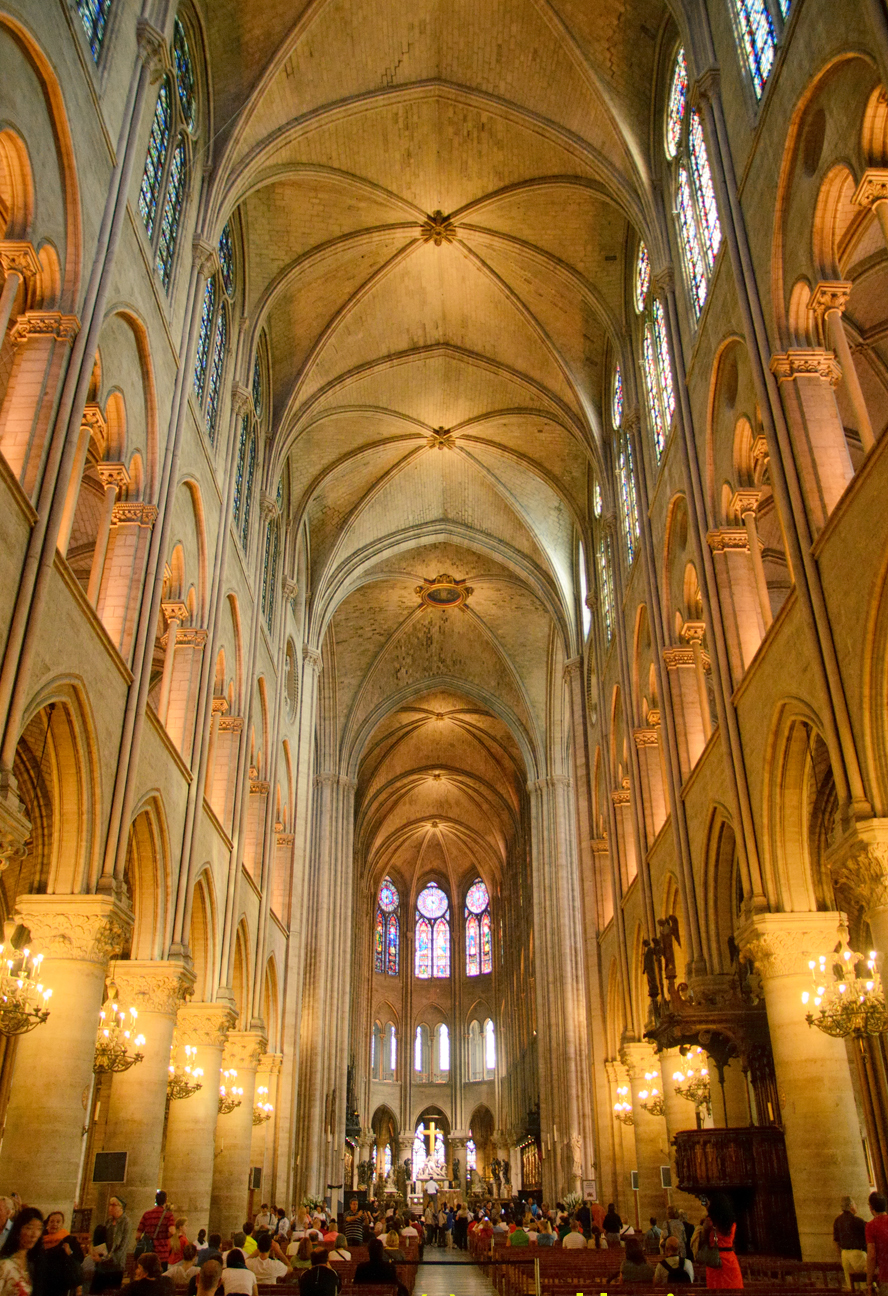
Неф, вид к востоку
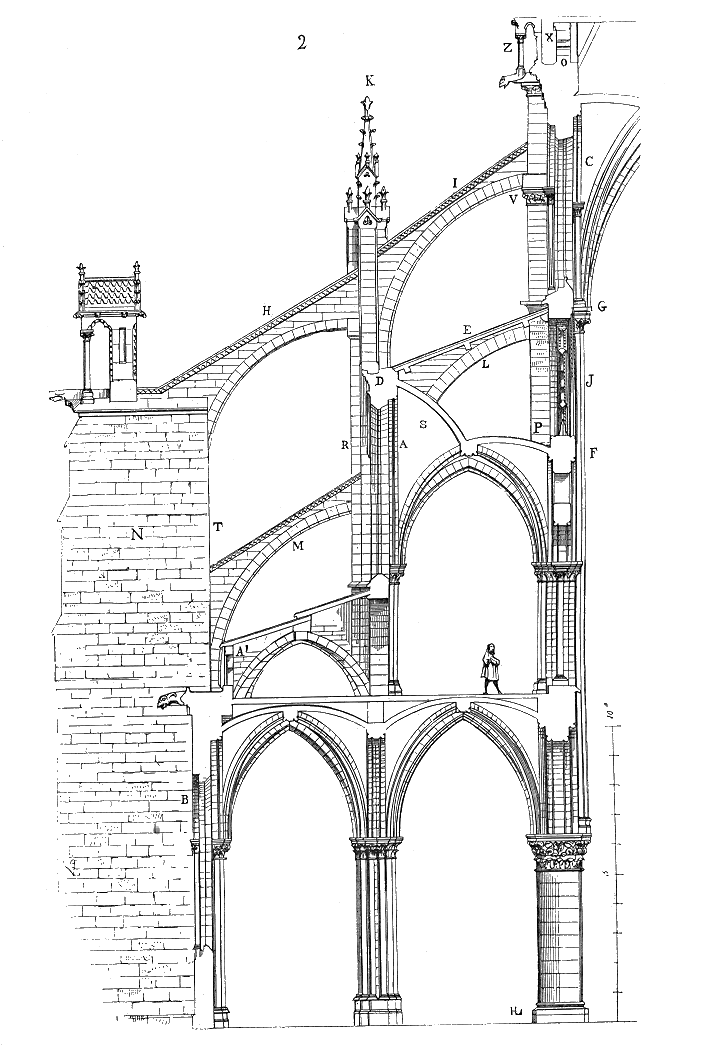
Конструкция в 1220–30 годах (чертёж Виолле-ле-Дюка)

## Ранняя готика в Нормандии
Несмотря на мощную и влиятельную романскую школу, готические черты проникают и в Нормандию. Аббатство в Лессе около 1098 года наряду с собором в английском Дареме одним из первых перекрывает хоры нервюрным сводом. В 1170-е годы началось строительство церкви святого Петра в Лизьё, где использованы более современные четырёхчастные своды и аркбутаны. В Кане с готикой экспериментировали два крупных аббатства — святого Стефана и святой Троицы, которые, тем не менее, остались романскими постройками.
Руанский собор был превращён из романского в раннеготический в ходе реконструкции, осуществлённой архиепископом Готье Кутанским после 1185 года. Неф в нём четырёхъярусный, а несколько более поздние хоры уже по новой моде — трёхъярусные.

## Ранняя готика в Англии

### Первый опыт — Даремский собор

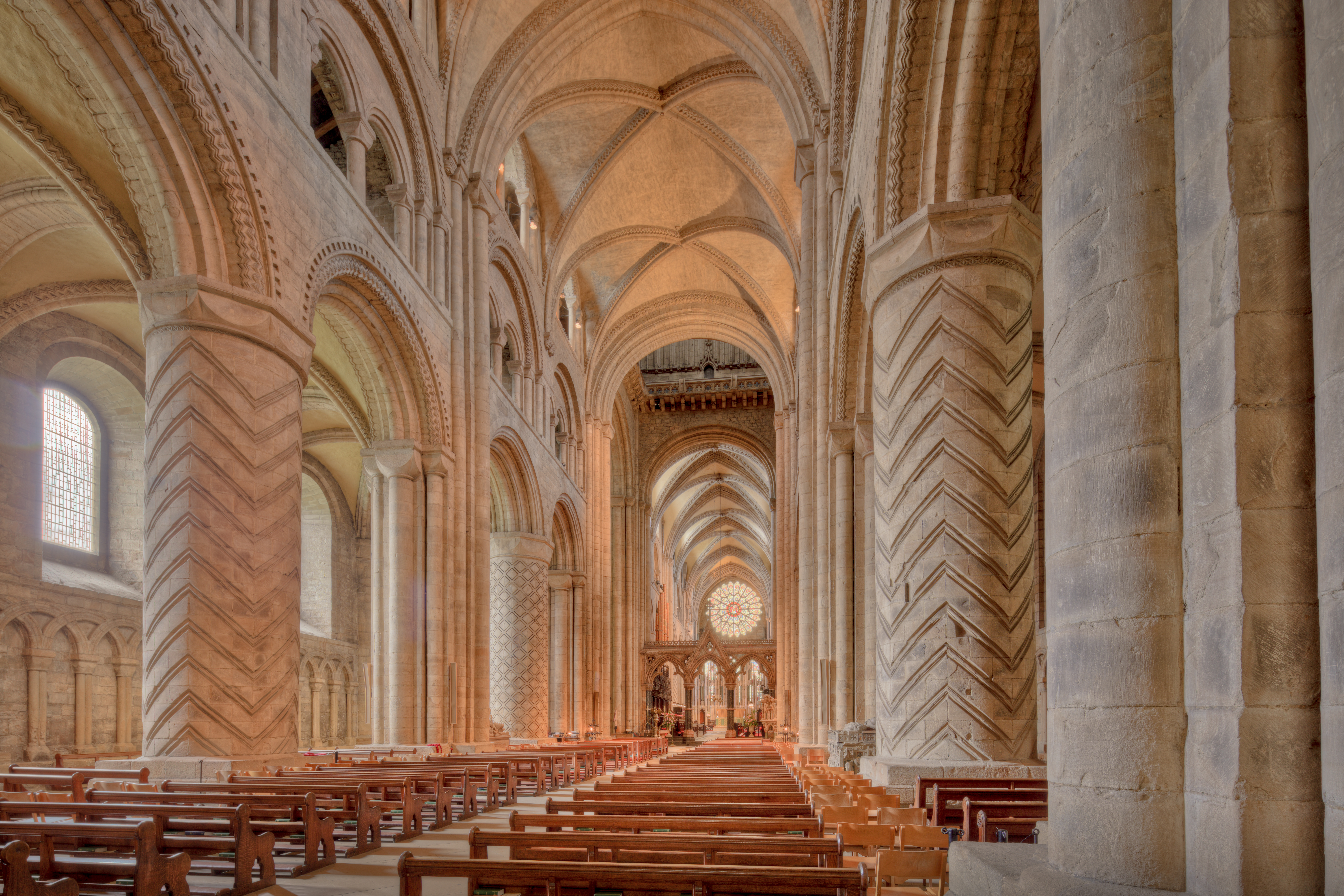
Неф Даремского собора с нервюрными сводами

В Англии эксперименты с конструктивными элементами готики начались в Даремском соборе, в целом ещё романском. В нём были применены самые ранние варианты нервюрного свода — крестовый свод, образованный пересечением двух цилиндрических, но с подпружными арками. Эти своды возведены в 1093—96 годах и являются самыми ранними в Европе сводами подобного типа. Со временем строители становились всё смелее и дошли, возможно, тоже впервые в Европе, до свода со стрельчатым очертанием вместо полуциркульного, чтобы уменьшить распор. Стрельчатые своды возводились над южным трансептом и нефом с 1130 года. Конструкция, однако, не удалась, потому что заполнение распалубок было выполнено штукатурным раствором со всяким строительным мусором, одновременно и тяжёлое, и непрочное. Своды трескались, и в 1235 году распалубки заменили более лёгким и тонким перекрытием из небольших тёсаных камней, по примеру Нормандии и Иль-де-Франса. Нервюрные своды стрельчатого очертания не приживаются в Англии до второй половины XII века.

### Кентерберийский собор
В сентябре 1174 года пожар уничтожил романские хоры Кентерберийского собора, и он стал, таким образом, первым крупным собором Англии в новом стиле, потому что конкурс на реконструкцию выиграл Вильгельм из Санса, строитель Санского собора, первого полностью готического сооружения во Франции.
Творческой свободы Вильгельму английские монахи не предоставили. Ему необходимо было вписать новые хоры в уцелевшие старые конструкции: над прежней криптой и внутри устоявших стен. Задача эта была им решена с блеском. По примеру соборов Богоматери в Париже и Лане, он применил закруглённую абсиду с обходной галереей, шестичастные своды, стрельчатое очертание арок, опоры в виде колонн со стилизованными листьями аканта на капителях, но соединил это с такими типично английскими чертами, как колонки из тёмного пурбекского мрамора, контрастирующие со светлым канским известняком. Гервасий Кентерберийский пишет, что на старых хорах «всё было грубо, как вырубленное топором, а не резцом, а теперь везде уместные скульптуры. Раньше не было ни куска мрамора, а теперь он везде. Прежде вокруг хоров всё было перекрыто простыми сводами, а ныне на них выступают рёбра арок и замковые камни».
Вильгельм Санский в 1178 году упал с лесов и вынужден был вернуться во Францию: он попробовал руководить постройкой с одра болезни, но при тогдашнем методе организации работ это было невозможно. Вскоре он умер на родине, а в Кентербери строительство продолжил Вильгельм Англичанин, построивший капеллу Троицы и Бекетову Корону. Эти части тоже несут на себе отпечаток и французской, и английской архитектуры. К последней относятся неодинаковый уровень пола (скажем, в капеллу Троицы нужно подняться на 16 ступенек), сохранение трансептов (их в Кентербери два) и акцент на длине в противовес высоте (между 1096 и 1130 годами собор удвоился в длину).
Основное различие между английской и французской храмовой архитектурой может быть объяснено тем, что во Франции в монастырях строили для каждой надобности особое здание, а в Англии предпочитали пристраивать существующее. Сложные, многоцелевые планировки можно встретить не только в Кентербери, но и в Бате, Ковентри, Дареме, Или, Норидже, Рочестере, Уинчестере и Вустере.

Кентерберийский собор
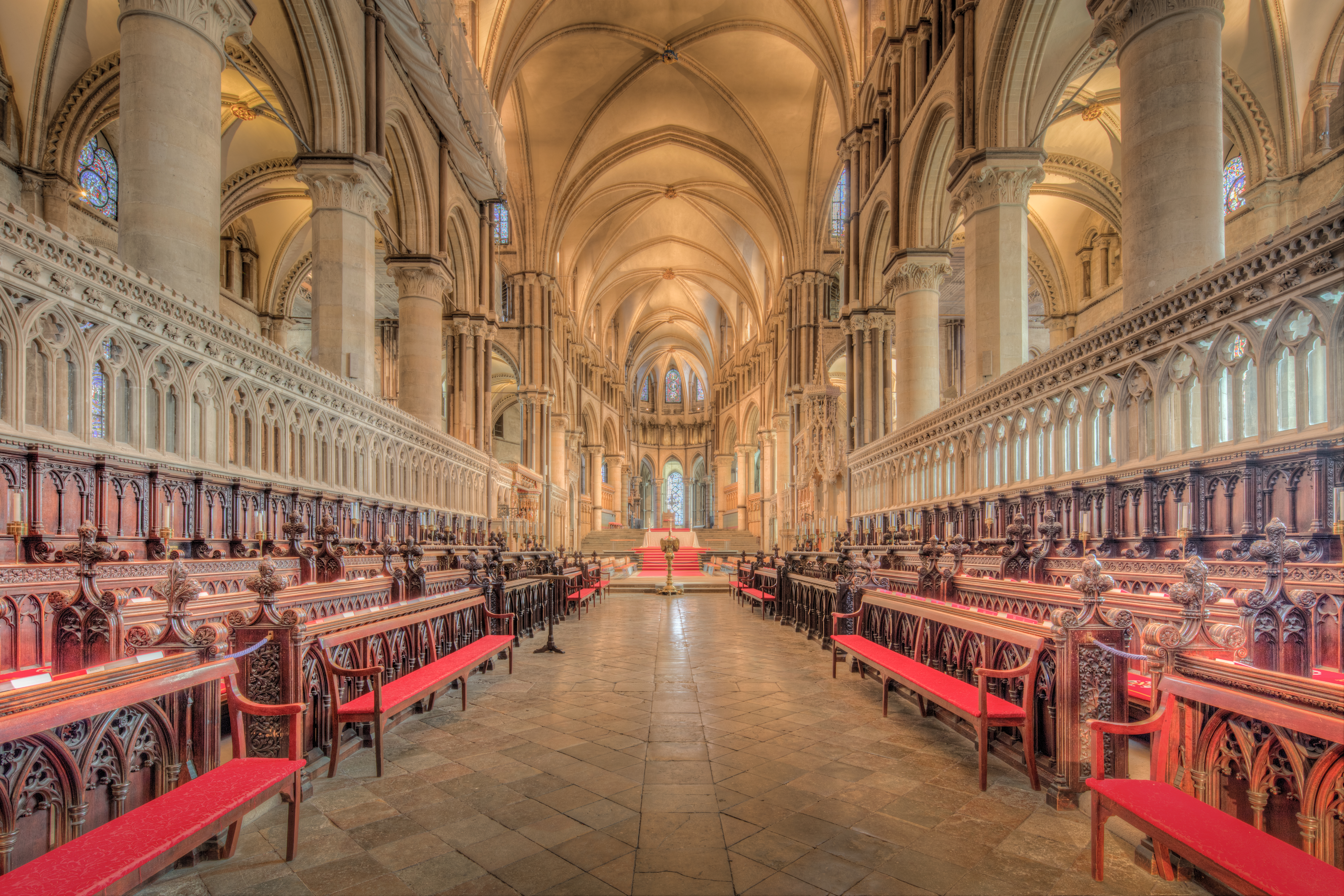
Хоры Вильгельма Санского
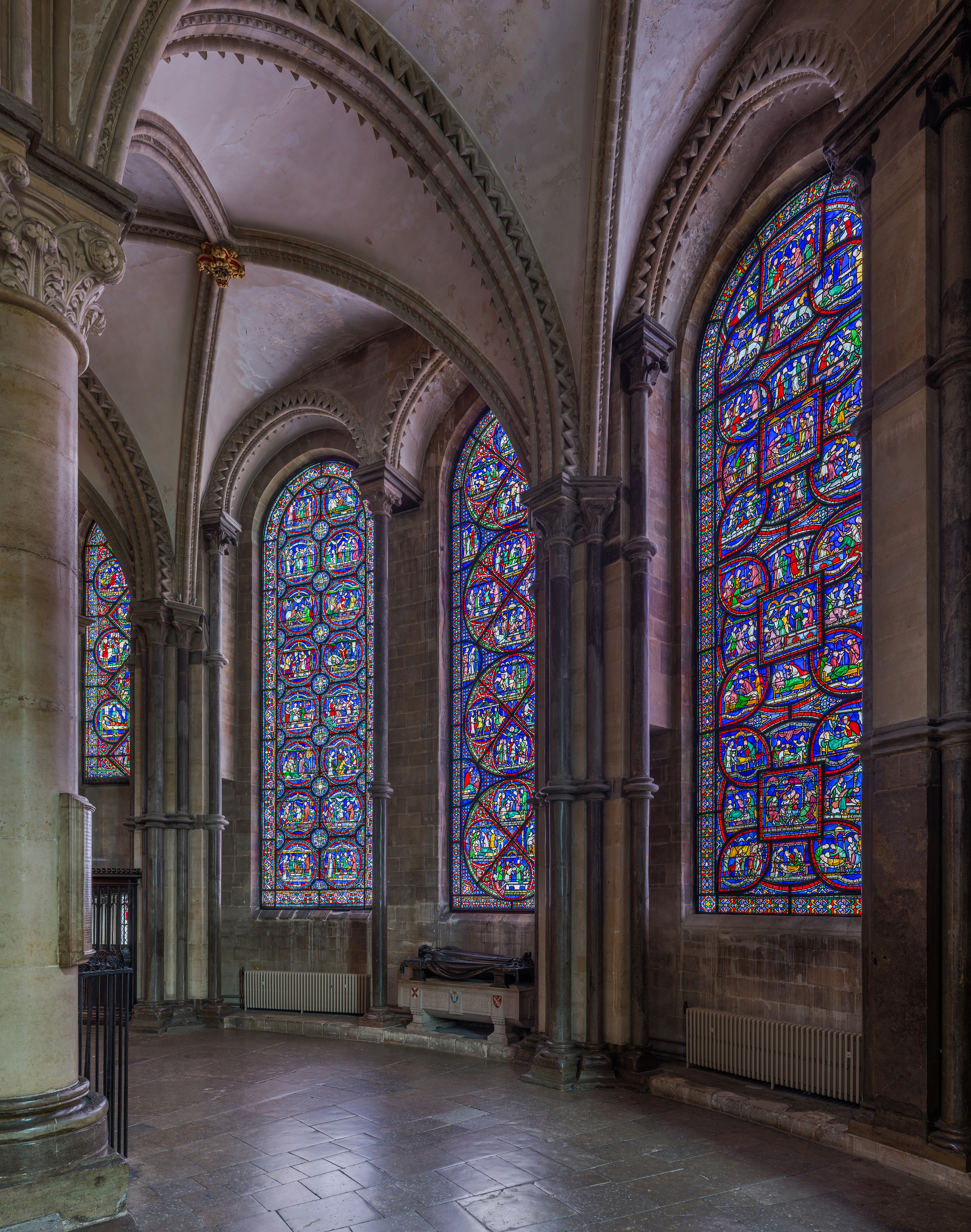
Капелла Троицы Вильгельма Англичанина

### Цистерцианские монастыри
Архитектура цистерцианцев является важным примером ранней английской готики. Орден сформировался в 1098 году как реакция аскетов на бенедиктинскую пышность и излишества: архитектура цистерцианцев была функциональной и простой, всякие украшения были в ней запрещены. Цистерцианцы селились вдали от городов и поэтому после роспуска монастырей Генрихом VIII в 1539 году их церкви оказались никому не нужны даже на стройматериалы и обратились в живописные руины.

Цистерцианские аббатства Йоркшира
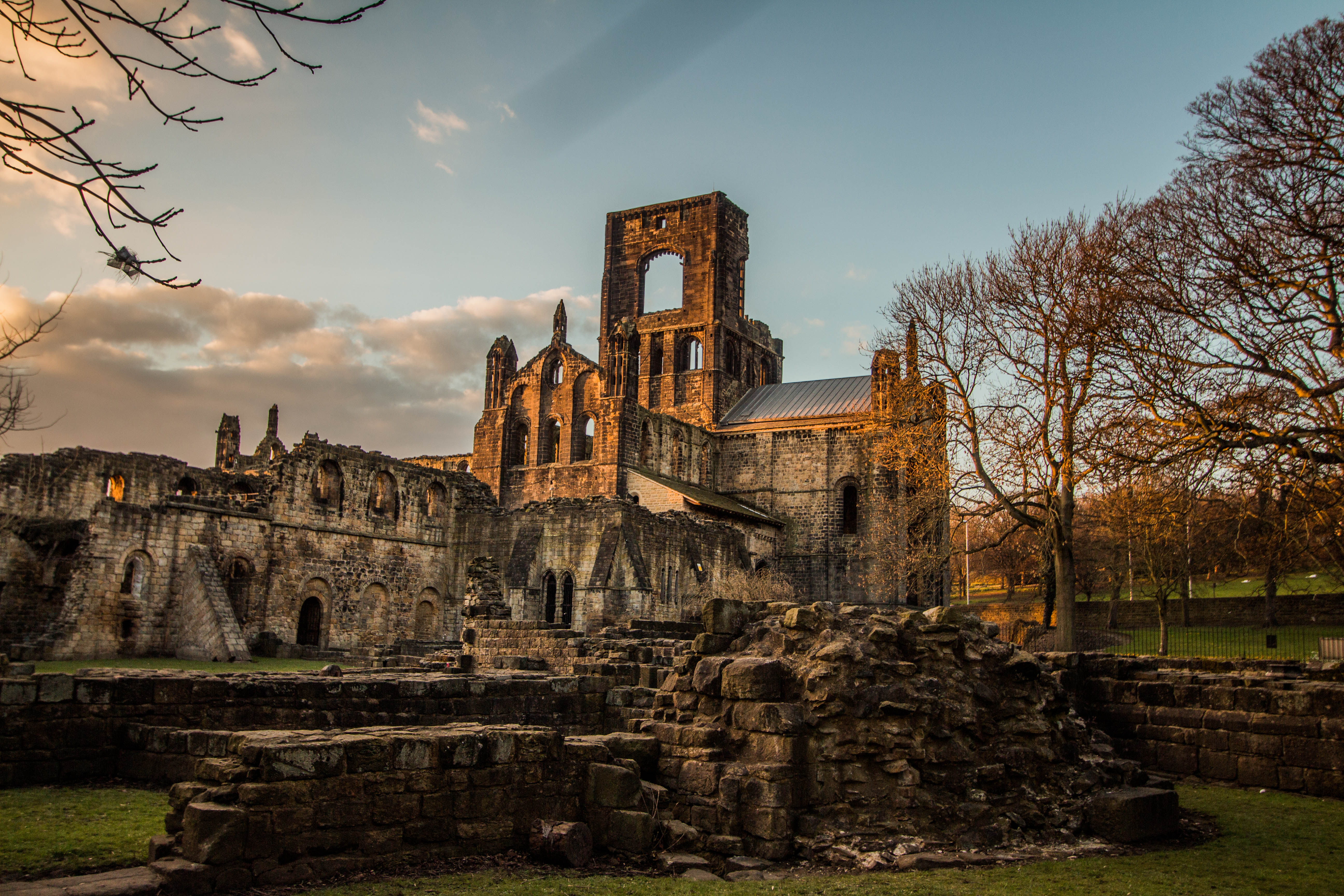
Киркстальское аббатство (ок. 1152)
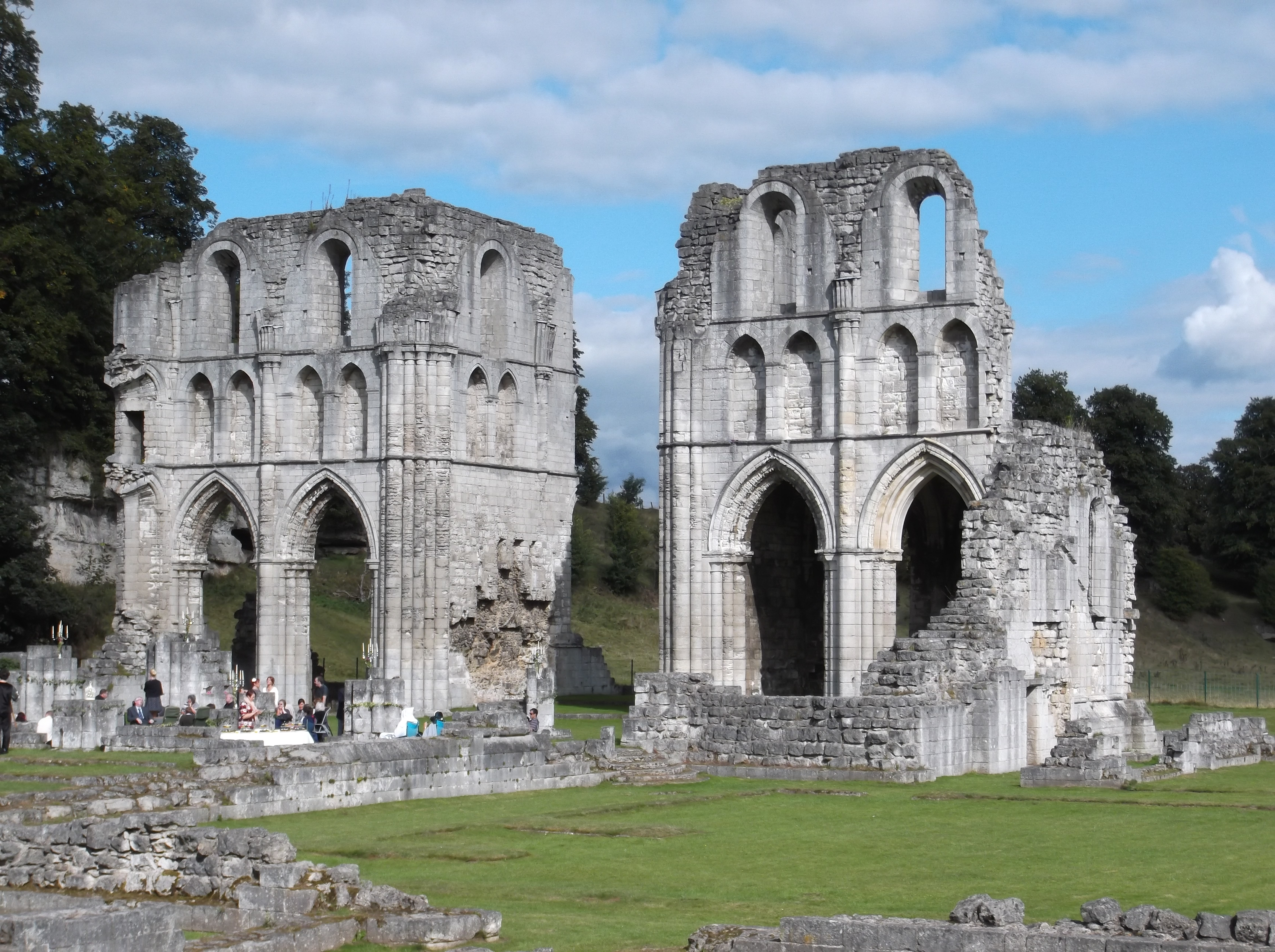
Аббатство Роче[англ.] (ок. 1172)
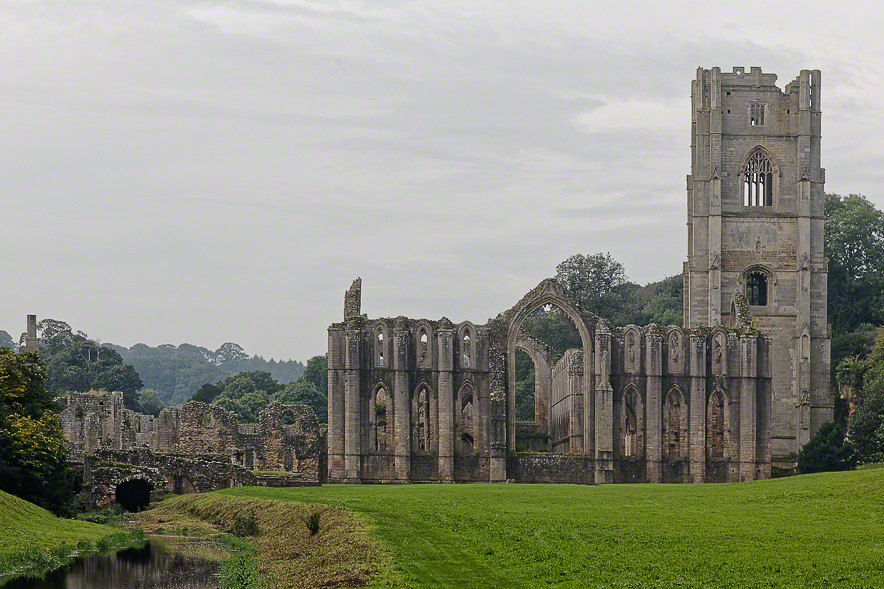
Фаунтинское аббатство (ок. 1132)

### Уэлский собор
Собор в Уэлсе строился между 1185 и 1200 годами и модифицировался вплоть до 1240-го. Он является важным образцом раннеанглийской готики в том отношении, что французские черты в нём достаточно слабы, а местные, наоборот, ярки. Ярусное членение нефа в нём французское, но акцент сделан не на вертикальных, а на горизонтальных линиях. Скажем, колонки от пят сводов заканчиваются над трифорием, а не тянутся до капителей столбов аркады нижнего яруса, и в нефе доминирует горизонтальная полоса трифория. Особеный эффект производят столбы нижней аркады, число примкнутых к ним колонок необычно велико и достигает 24-х, также многочисленными валиками украшены архивольты арок. Северный портик (1210—15) и, в особенности, западный фасад (1220—1240) являются разительным новшеством: они наполнены скульптурами, число которых на фасаде достигает четырёх сотен. Также необычно, что пара башен не сидит на основном объёме здания, а пристроена к нему с боков, и такое расположение башен послужит образцом для Солсберийского и Эксетерского соборов.

Уэлский собор
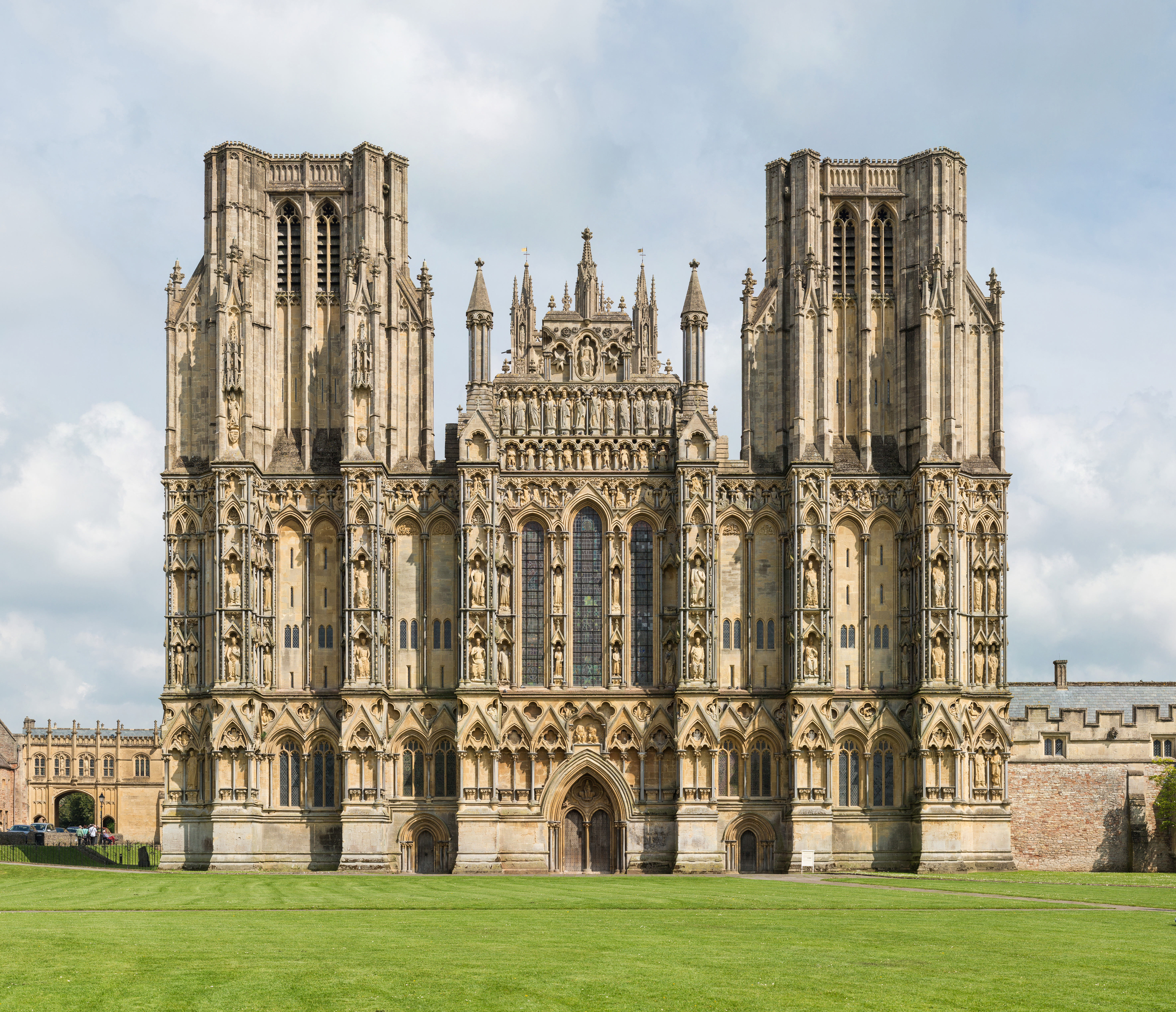
Западный фасад (1220–1240)
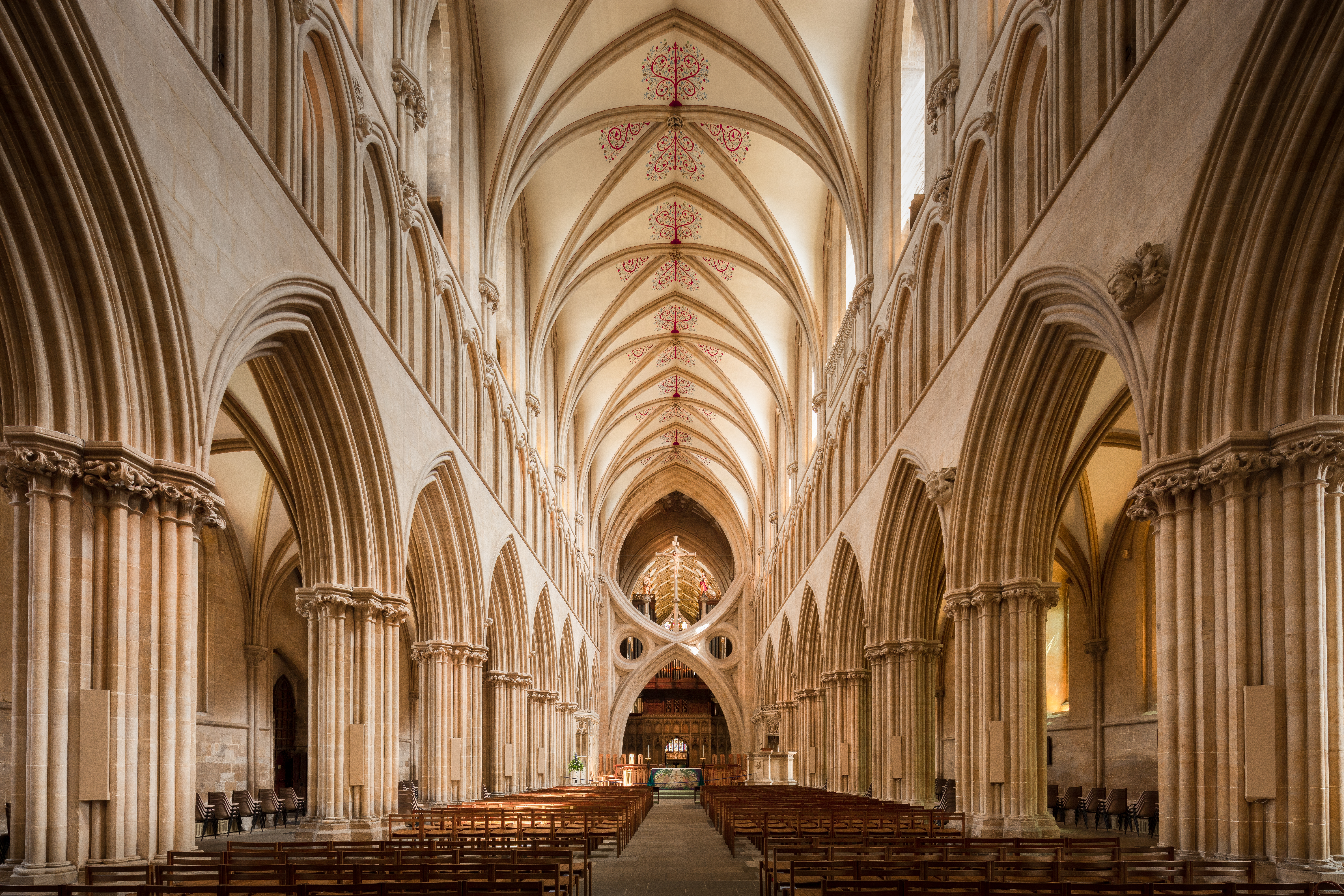
Неф
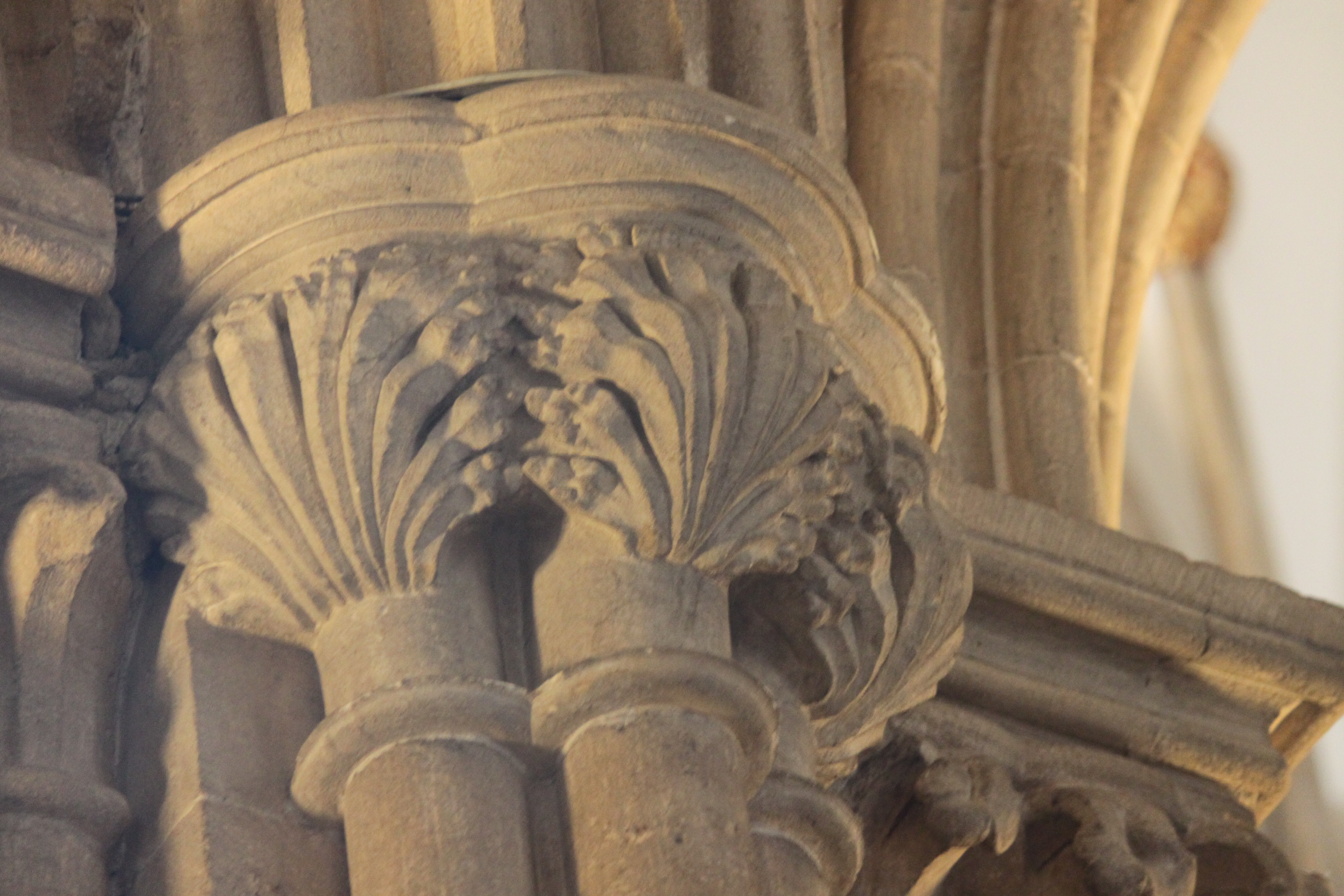
Капители колонок

### Солсберийский собор
В Солсбери мы встречаемся с образцом зрелого раннеанглийского стиля. В отличие от большинства средневековых английских соборов, Солсберийский строился в течение лишь 40 лет, с 1220 по 1260 год, и только знаменитый шпиль добавлен в следующем веке. Его сложный план с двумя парами трансептов и выдающимся северным портиком, а также прямое завершение хоров — классический план английского собора ранней готики, который для понимания страновой специфики достаточно сравнить с французским планом Амьенского собора, начатого в тот же год, и построенного с очень коротким трансептом и полукруглой абсидой. Тёмные колонки из пурбекского мрамора создают в трёхъярусном, с высоким трифорием, нефе акцент на горизонтальной линии. В капелле Девы Марии собора своды опираются на тончайшие колонки, которые уже указывают на зарождение следующего, декоративного стиля.

Солсберийский собор
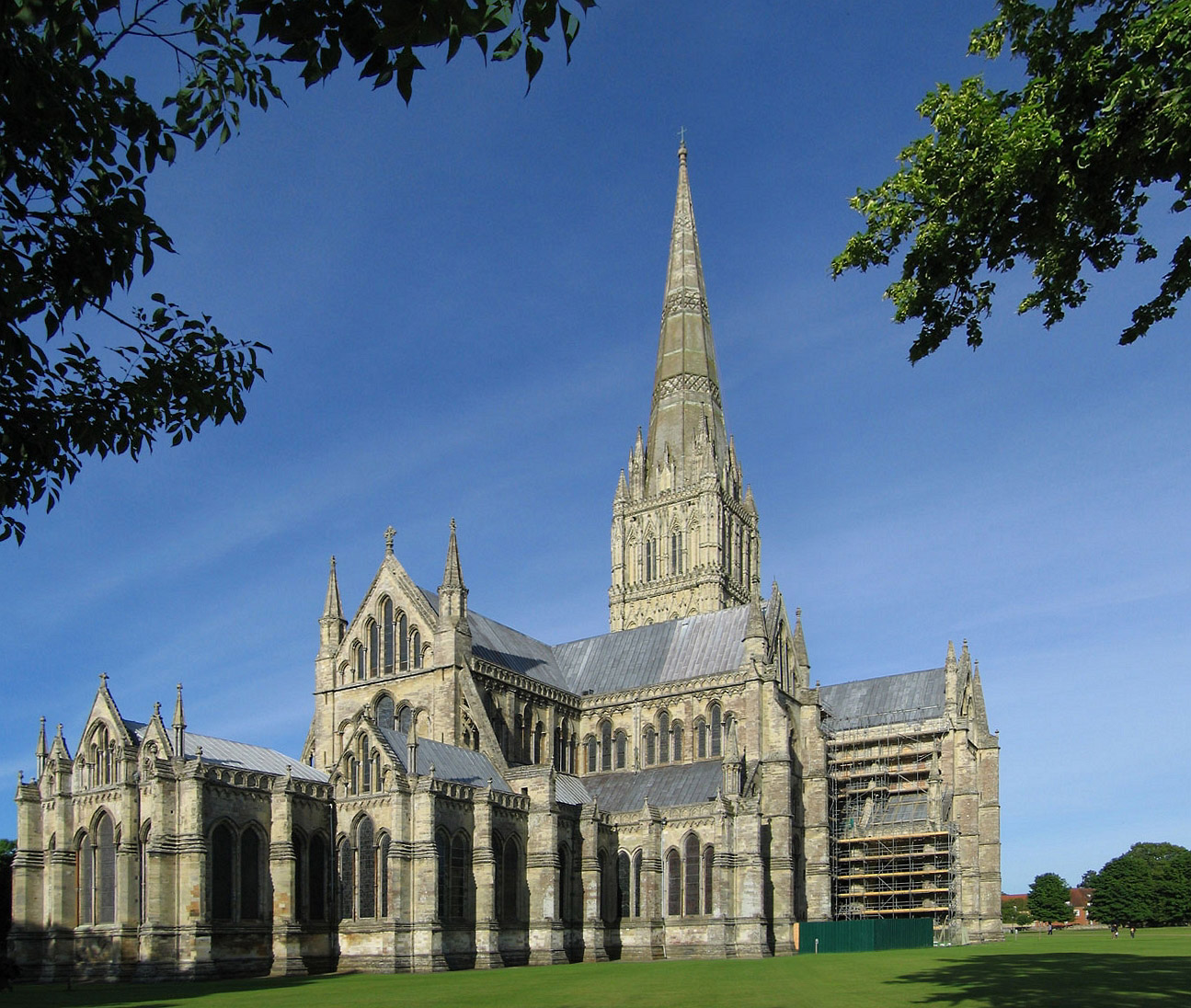
Общий вид
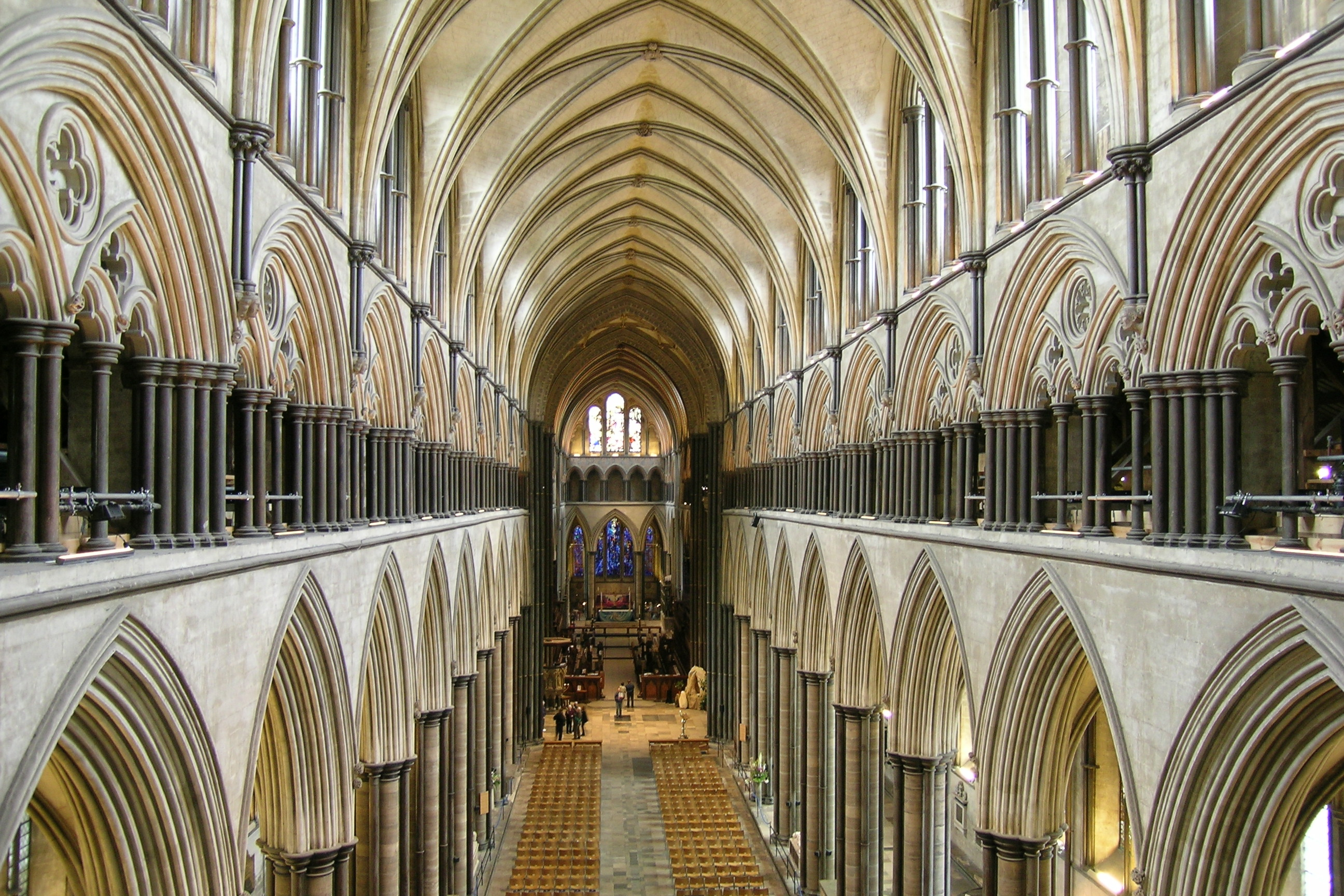
Неф
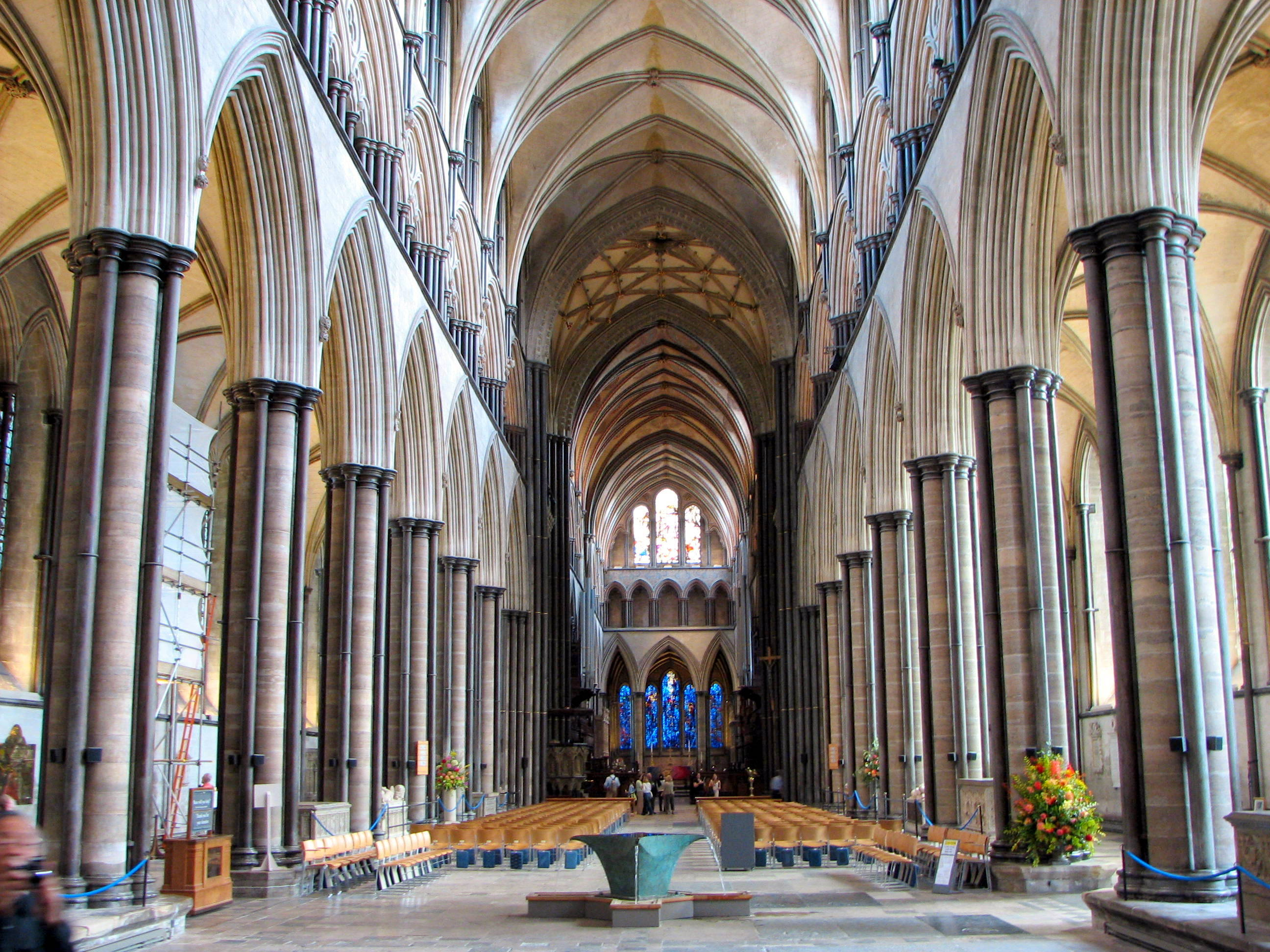
Хоры

### Линкольнский собор
С 1192 года романский Линкольнский собор перестраивался в зрелом раннеготическом стиле. Руководил работами француз Жоффри де Нуар, который, тем не менее, построил типично английскую церковь: две пары трансептов, длинный сложный план и более щедрая отделка. Хоры святого Хью (в честь монаха французского происхождения, впоследствии канонизированного св. Хью Линкольнского) перекрыты нервюрным сводом своеобразного, на первый взгляд тектонически невозможного плетения, из-за чего свод называется «безумным».
Другим английским элементом Линкольнского собора является глухая аркада в капелле святого Хью, пристроенная к стене в два слоя так, что создаётся впечатление глубокого пространства, которое усиливается от применения камня различных цветов.
Третьей важной особенностью Линкольнского собора являются «двойные стены». Эта англо-нормандская конструкция использовалась со времён романской архитектуры в Кане, Дареме и Уинчестере и сводится к тому, что горизонтальный распор свода главного нефа подхватывается не только аркбутанами, но и толстыми стенами галереи над боковыми нефами, которая переносит эти силы на своды и стены боковых нефов. Такая конструкция позволяет перекрыть больший пролёт и более вольно обращаться с конструкцией свода, допуская в том числе асимметричный «безумный» вариант.

Линкольнский собор
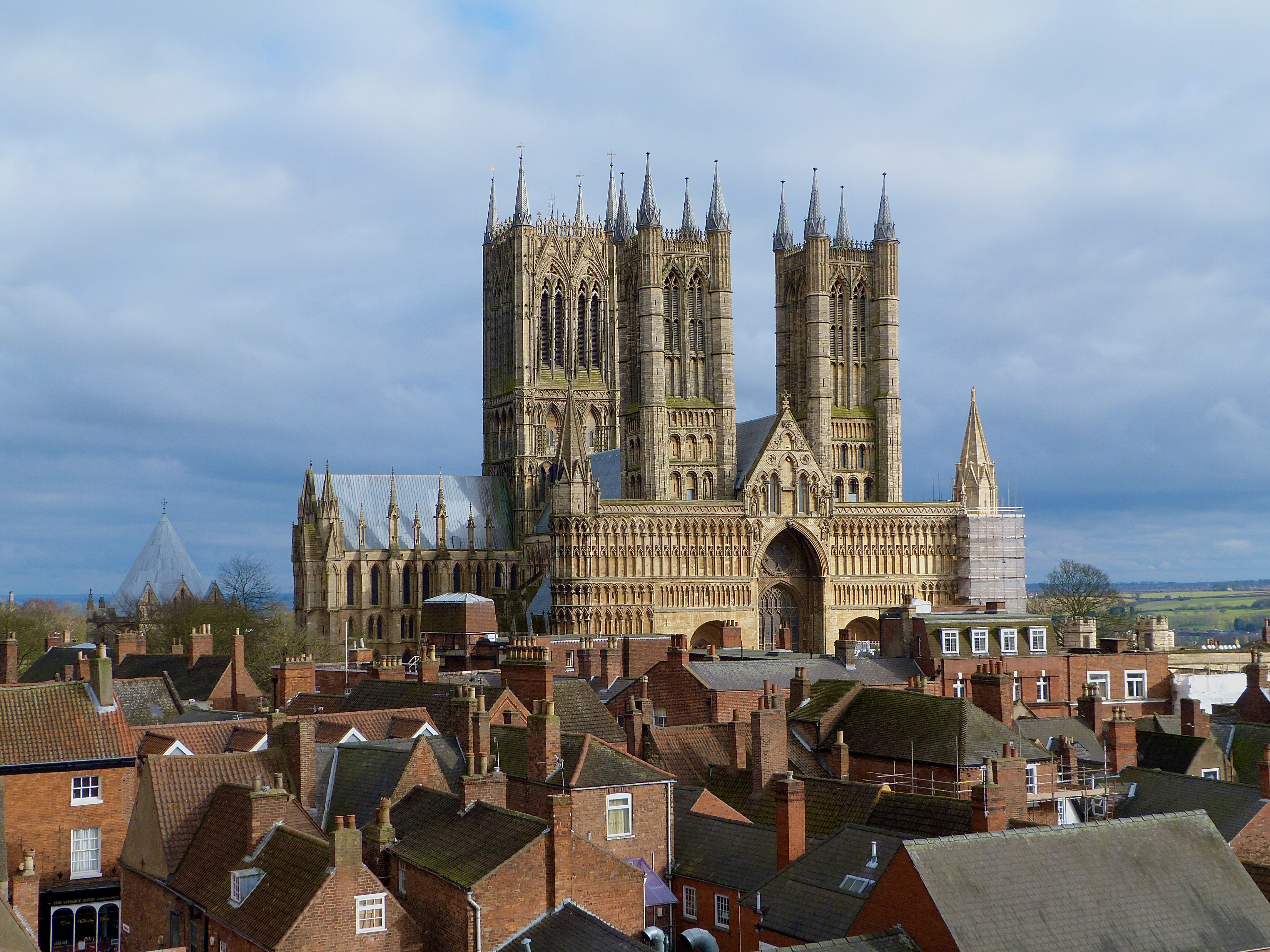
Общий вид
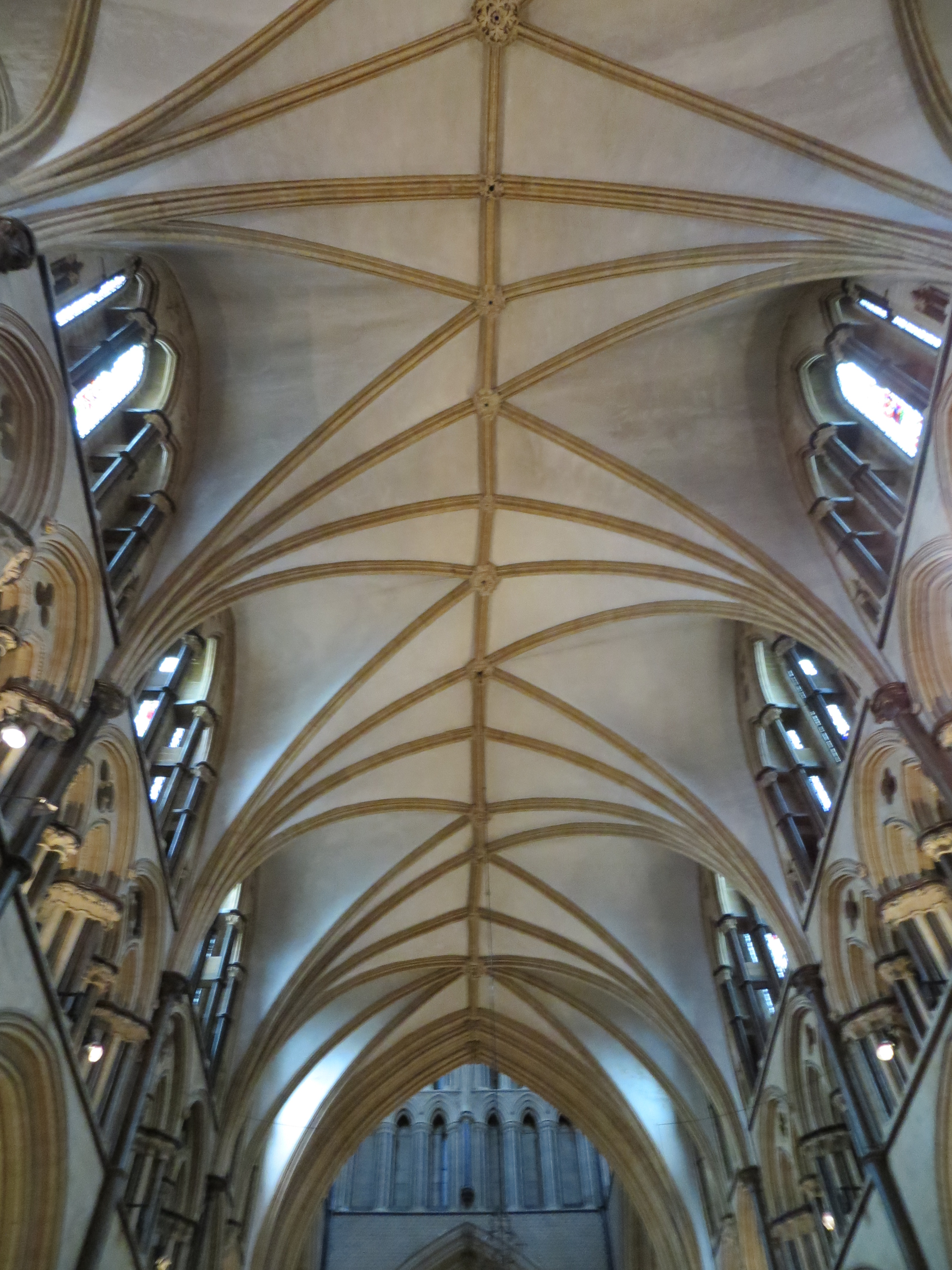
«Безумные» своды на хорах
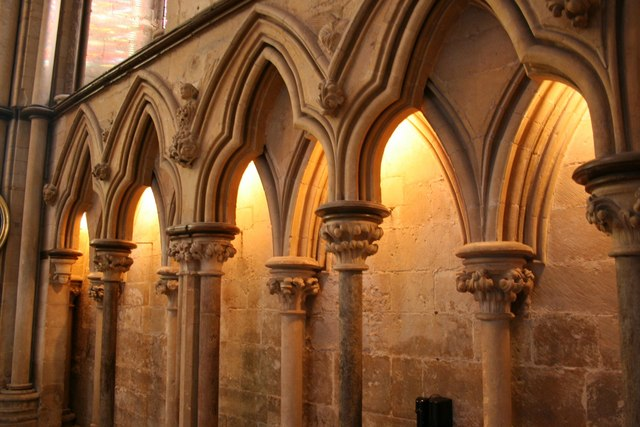
Аркада-иллюзия

## Черты

### Планы
Планы французских раннеготических церквей, как правило, просты и ясны. Они представляют собой крест. Например, в первом готическом соборе в Сансе за симметричным трёхпортальным фасадом с двумя башнями находится трёхпролётный неф, укороченный трансепт, относительно длинные хоры, завершённые полукруглой абсидой с обходной галереей. С незначительными вариациями этот план применяется в раннефранцузских соборах, например, Нуайона и пятинефной Парижской Богоматери.

Французские раннеготические церкви
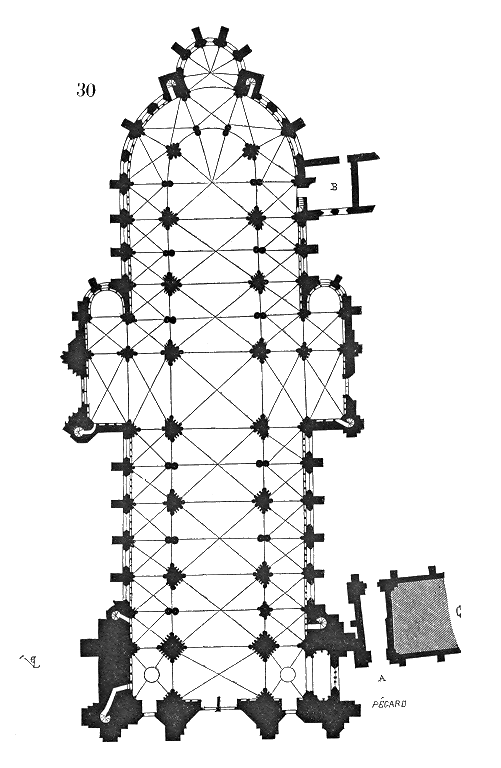
Санский собор (нач. в 1135–40)
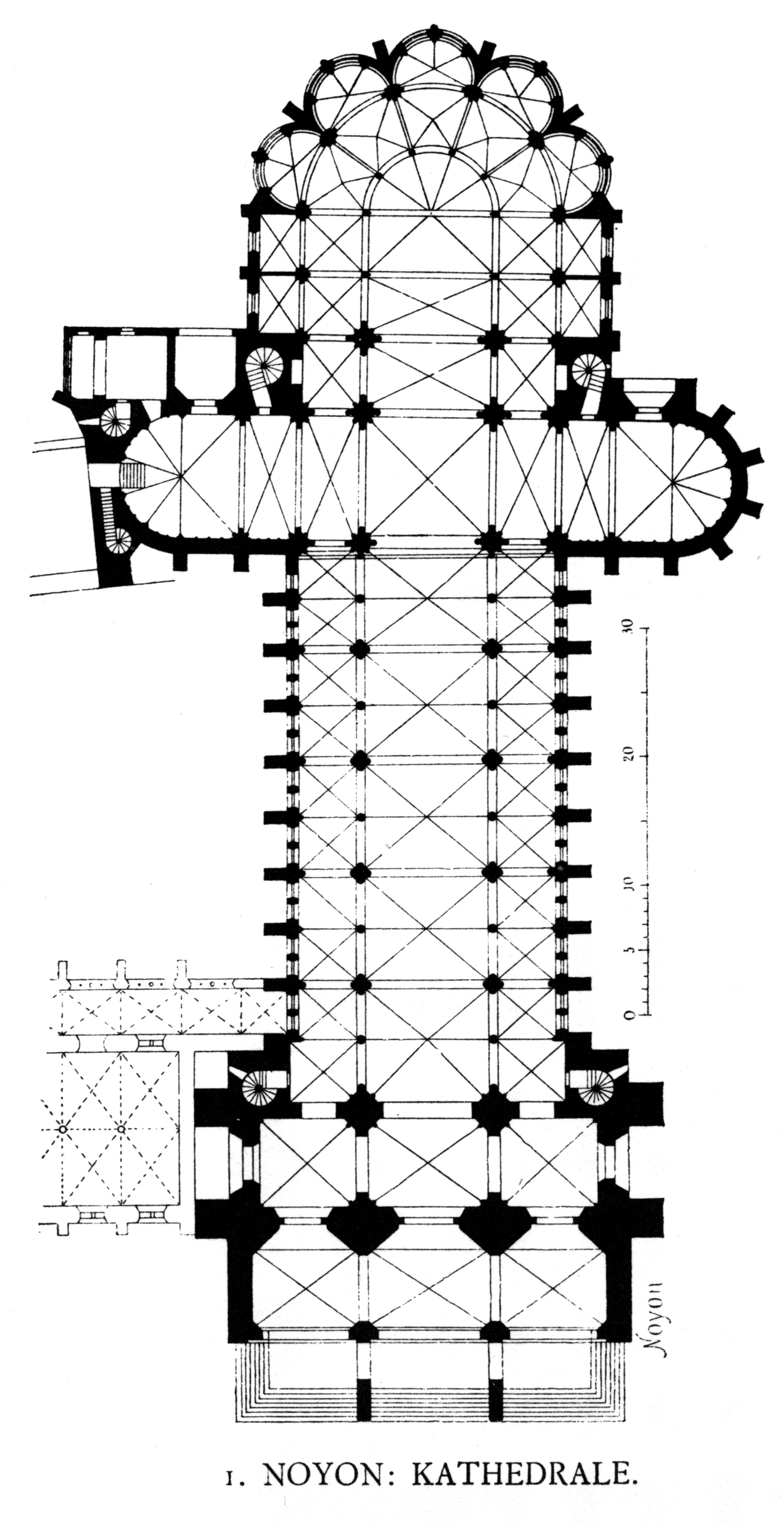
Нуайонский собор (1130–1150)
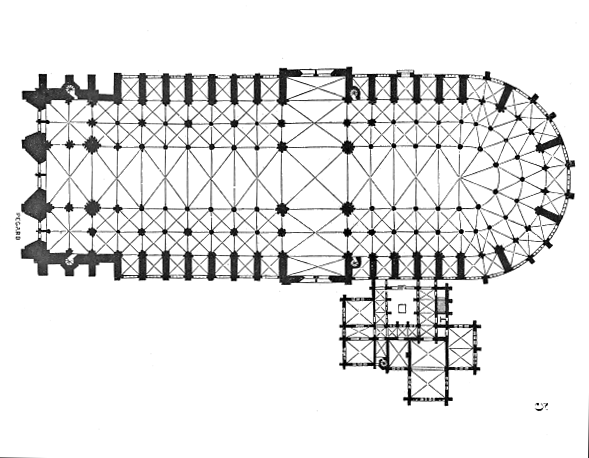
Собор Парижской Богоматери (нач. в 1163)

Ранняя английская готика, напротив, строит сложные планы, приспособленные к многообразным надобностям аббатства, которое в Англии владеет собором. Общая длина церквей больше, трансепты длинны, хоры равновелики нефу, имеются, как правило, дополнительные трансепты и пристроенные капеллы, часто — приставные башни. Абсида обычно прямая.

Английские раннеготические церкви
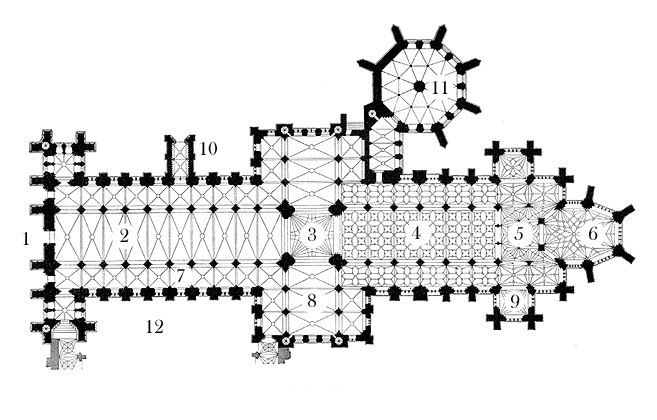
Уэлский собор (нач. в 1175)
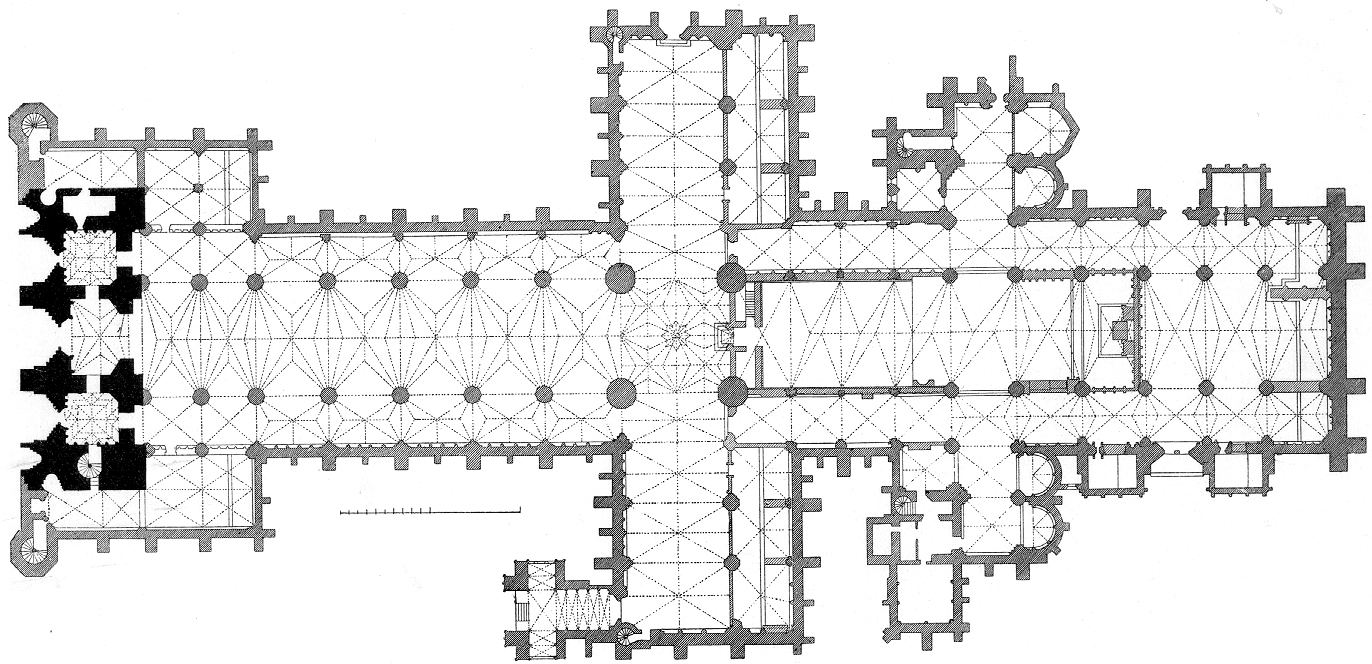
Линкольнский собор (нач. в 1192)
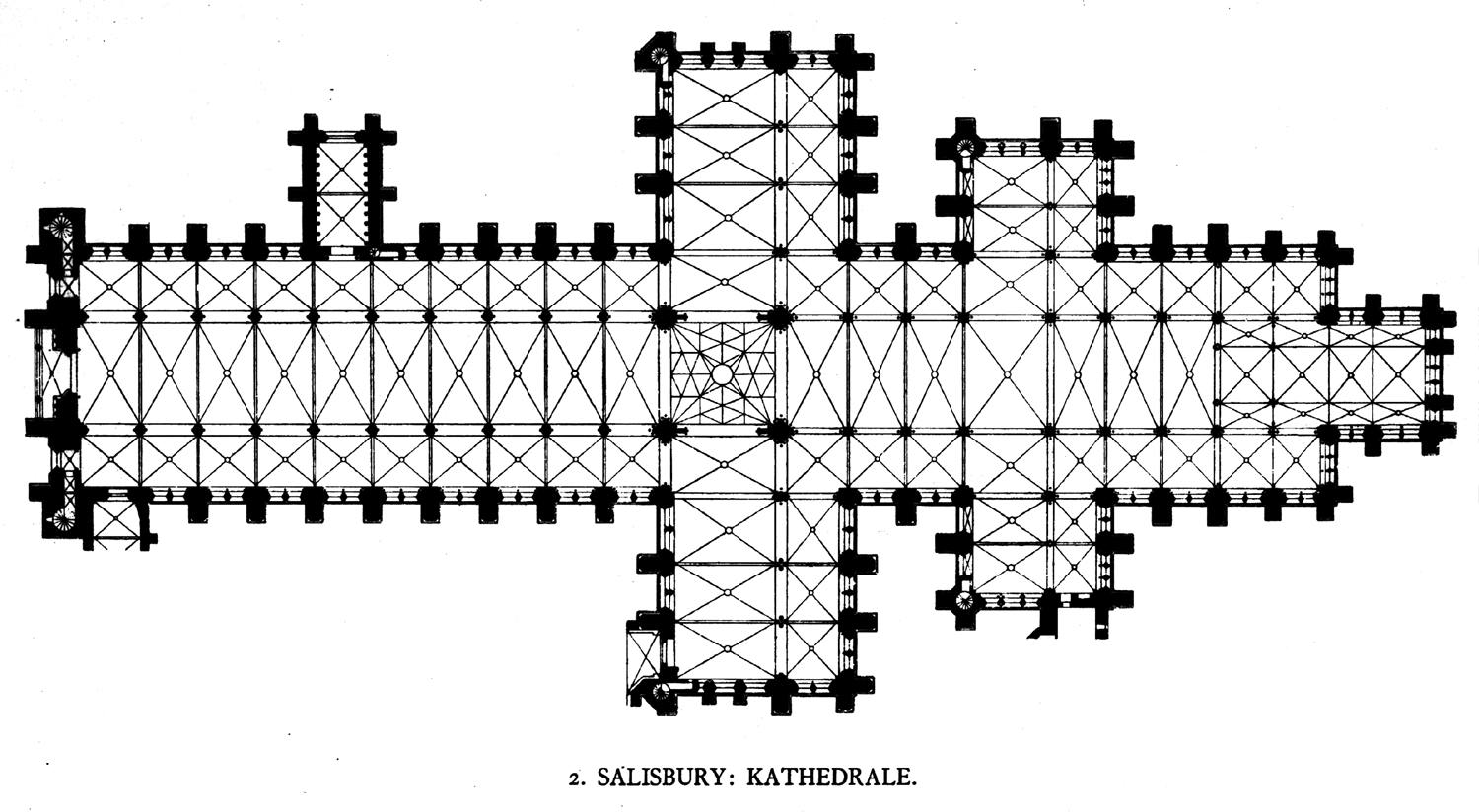
Солсберийский собор (нач. в 1220)

### Вертикальное строение
В эпоху ранней готики аркбутан ещё не вошёл в стандартный набор приёмов архитектора. Продолжается использование прислоненных к стене контрфорсов и толстых стен. Во Франции раннеготические церкви строят с четырёхъярусным главным нефом, который состоит из нижней аркады, галереи эмпоров, глухого трифория и яруса окон под самыми сводами. Таковы нефы в Сансе, Нуайоне и, первоначально, в соборе Парижской Богоматери. В последнем трифорий уже имел небольшие окна-розы.
Более простой четырёхчастный свод и применение аркбутанов позволяют облегчить стены, увеличить окна и убрать эмпоры.

Вертикальное строение нефа
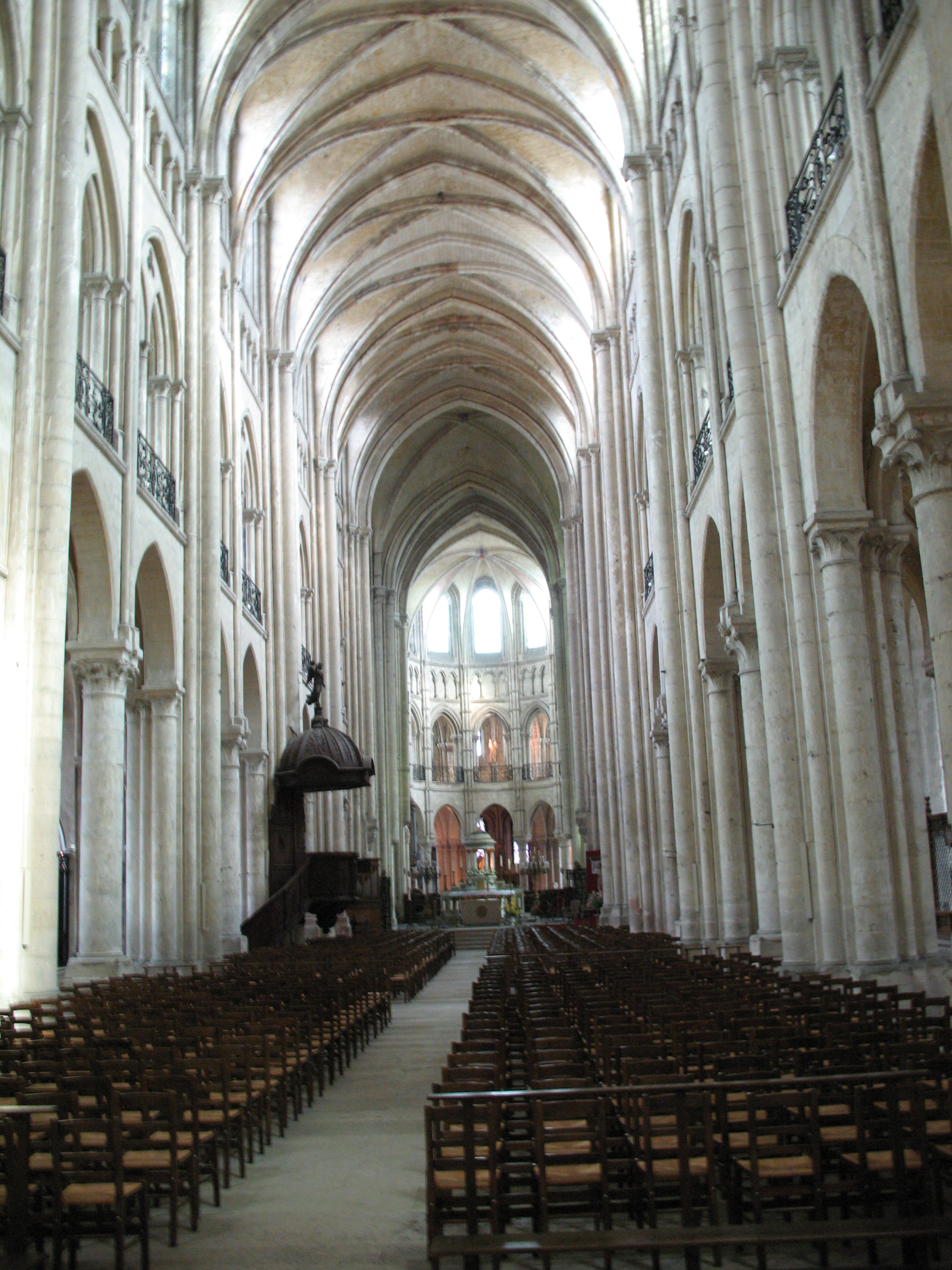
Нуайон: четырхярусный (кон. XII в.)
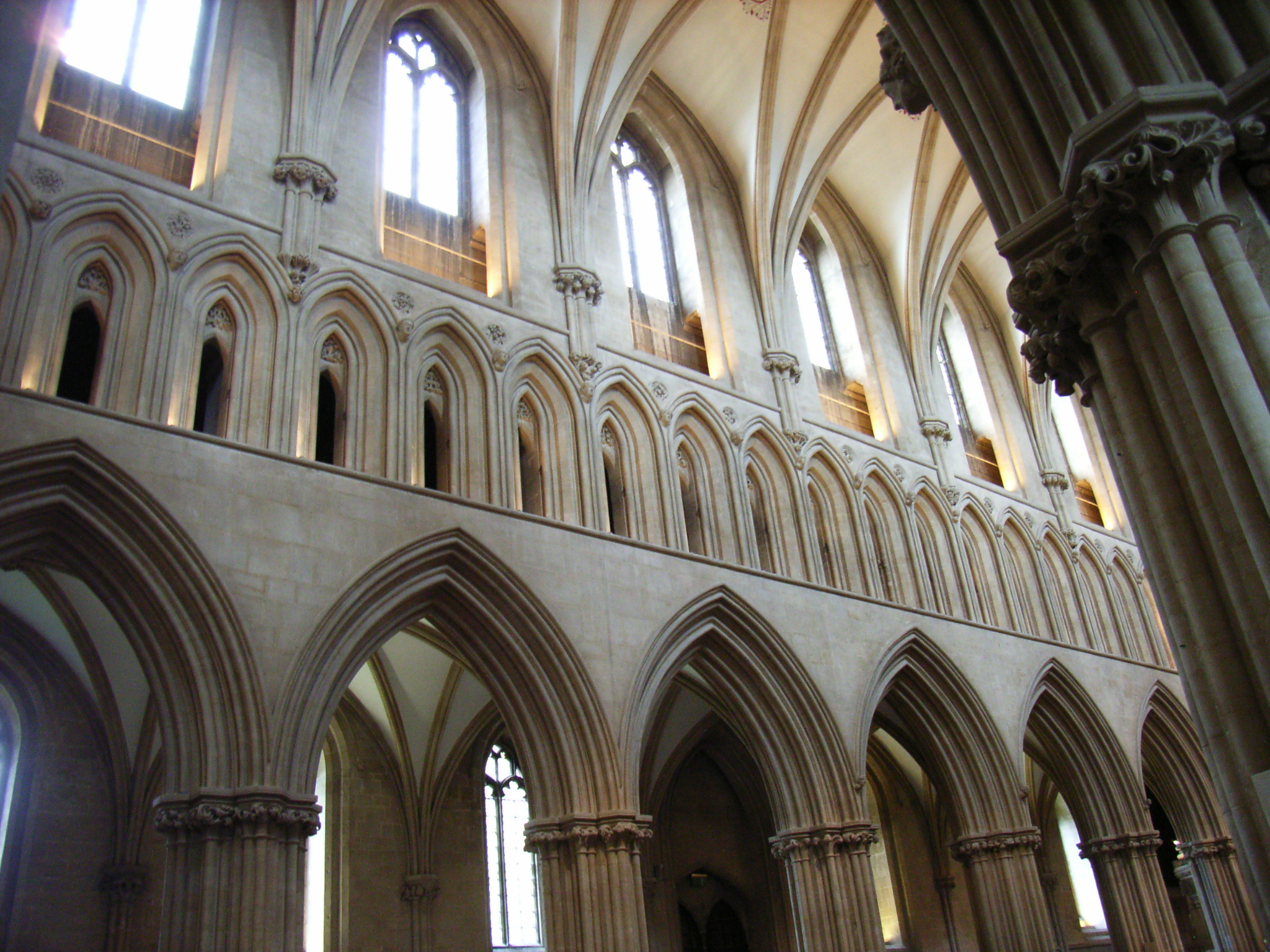
Уэлс: трёхъярусный (начат в 1176 г.)
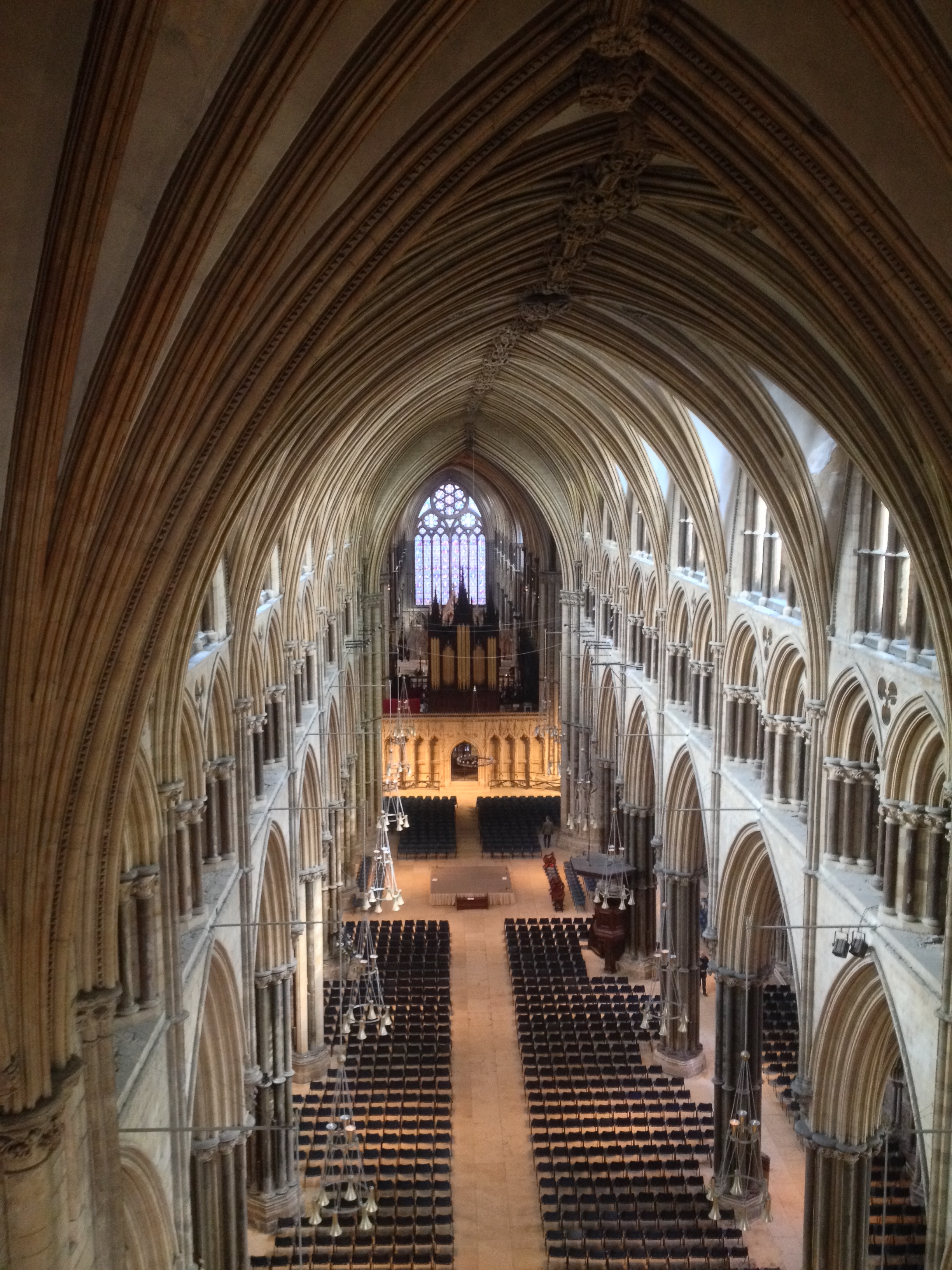
Линкольн: трёхъярусный неф с эмпорами без трифория
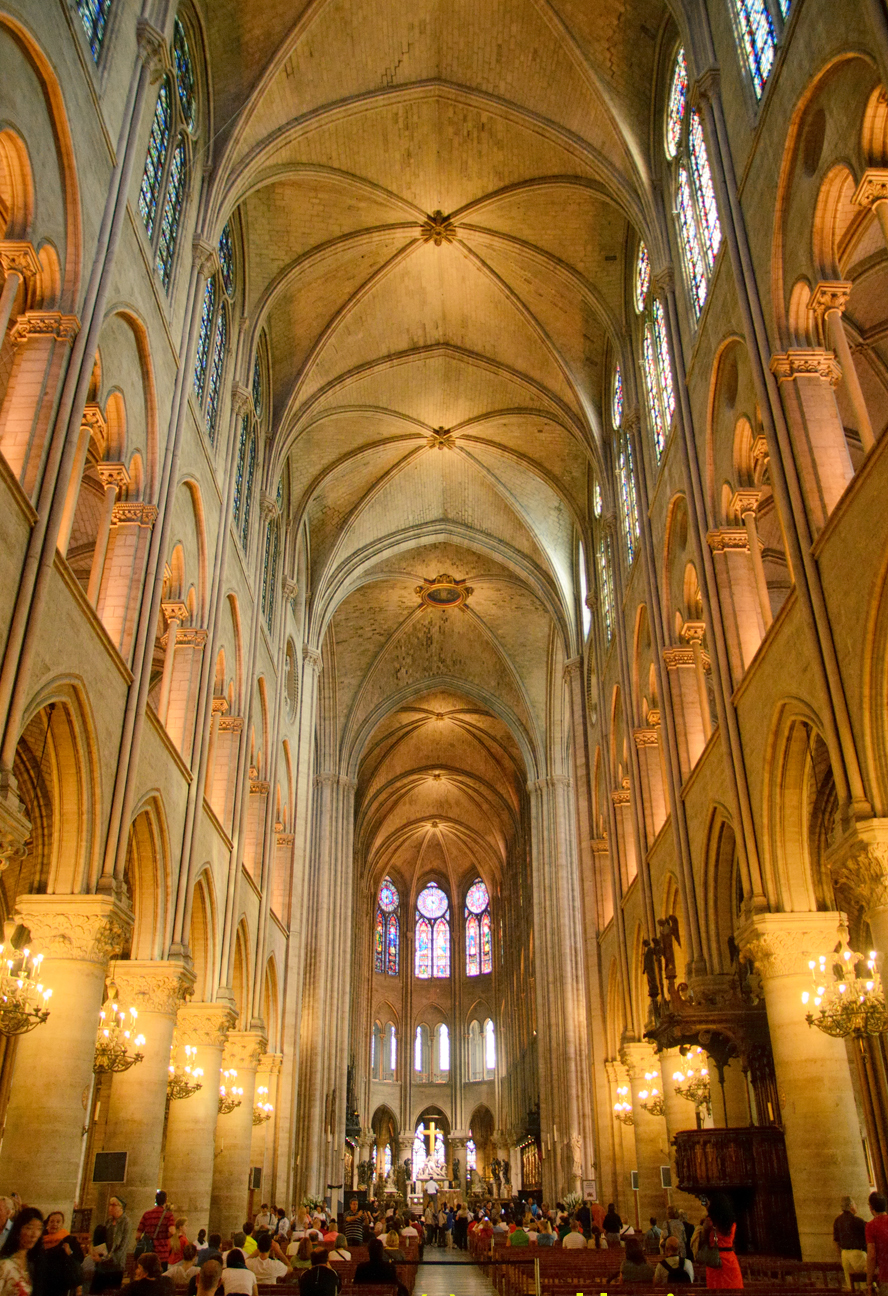
Собор Парижской Богоматери после перестройки в 1180–1220 гг.

### Своды
Нервюрный свод возник из стремления построить над церковью достаточно лёгкие и при этом несгораемые перекрытия. Первые своды с рёбрами возникают ещё в исламской и романской архитектуре, часто при устройстве куполов. Относительно тонкие нервюры несут на себе ещё более тонкое и лёгкое заполнение распалубок. В отличие от цилиндрического свода, вес и распор нервюрного не распределяются по всей длине стены, а сосредоточены в известных точках, где располагаются столбы и контрфорсы. Одна из наиболее примитивных форм крестового свода с подпружными арками появляется романском Даремском соборе. Около 1096 года, непосредственно по мере строительства, он приобретает арки стрельчатого очертания. В то же время подобные своды строятся в Нормандии в аббатстве Лессе.
Первые нервюрные своды в готике — шестичастные, то есть с шестью распалубками. Это связано с тем, что в качестве основания для свода выбран квадрат со стороной, равной ширине центрального нефа, которая вдвое больше ширины боковых, из чего свод имеет шесть точек опоры: в вершинах квадрата и в серединах его боковых сторон. Две диагональные арки-нервюры, обычно полуциркульного очертания, соединяют углы квадрата, а из двух других оставшихся точек к середине секции поднимаются половины третьей нервюры. Так как пролёт этой нервюры и щековых арок, соединяющих вершины квадрата вдоль его сторон, меньше, полуциркульные арки были бы ниже центрального замка. Распалубки в такой конструкции приобретают тенденцию соскальзывать радиально от центра свода. Готика делает решающее улучшение, поднимая вершины щековых арок до уровня вершины главных нервюр, что устраняет скольжение распалубок, а щековые арки и третья нервюра естественно получают повышенное стрельчатое очертание. Шестичастный свод распределяет нагрузку неравномерно, больше — на угловые опоры, чем на средние, поэтому они получаются неравной мощности. Шестичастные своды использованы в Сен-Дени, Нуайоне, Лане и Парижской Богоматери.
Недостатком шестичастного свода является его большая высота над пятами. Крыша готического собора не опирается на свод, чтобы не увеличивать вес и распор, а является самостоятельной конструкцией из треугольных ферм (стропил, связанных затяжкой) и опирается на стены. Большая высота вершины свода, над которой должна пройти затяжка стропильной фермы, вынуждает поднимать стены выше, что удорожает постройку, увеличивая бесполезный объём чердака. Если же перекинуть диагональные арки не с угла на угол квадрата, а от угловых опор к средним, пролёт арки получается меньше и высота подъёма замка — тоже меньше. Вдобавок, общая площадь свода уменьшается, что уменьшает его вес и распор. Таким образом на тех же шести точках опоры строятся не квадратные, а продолговатые секции четырёхчастных сводов. Они появляются только в конце раннего готического периода и достигают расцвета в следующий период высокой готики. Неф приобретает иной, более единообразный ритм, так как равномерное распределение нагрузки позволяет применять одинаковые устои.
Диагональные нервюры ранней готики, в XII веке, имеют всегда полуциркульное очертание. Повышенная стрельчатая форма станет применяться систематически лишь в следующую эпоху.
К концу периода ранней готики в Англии, в частности, в Линкольнском соборе, рёберная сеть свода начинает усложняться, хотя первый пример необычного свода — хоры святого Хью в Линкольне (1192—1208) — спроектировал француз Жоффри де Ноэрс. Любопытной особенностью этого так называемого «безумного» свода является смещение нервюр, которые образуют не привычный крестообразный, а Y-образный рисунок. После де Ноэрса в Линкольне работал англичанин Александр Каменщик, спроектировавший звёздчатые своды в нефе собора. Таким образом, к концу ранней готики в Англии помимо нервюр появляются дополнительные арки — лиерны, поддерживающие ребро при вершине свода, и тьерсероны, поддерживающие лиерны, что вместе и образует звёздчатый узор. Тенденция к размножению рёбер и сложным переплетениям продолжится в Англии и в эпоху декоративной готики, а наиболее поздний перпендикулярный стиль характеризуется ещё более впечатляющими веерными и «невозможными» воронкообразными сводами с висячими пятами.

Раннеготические своды
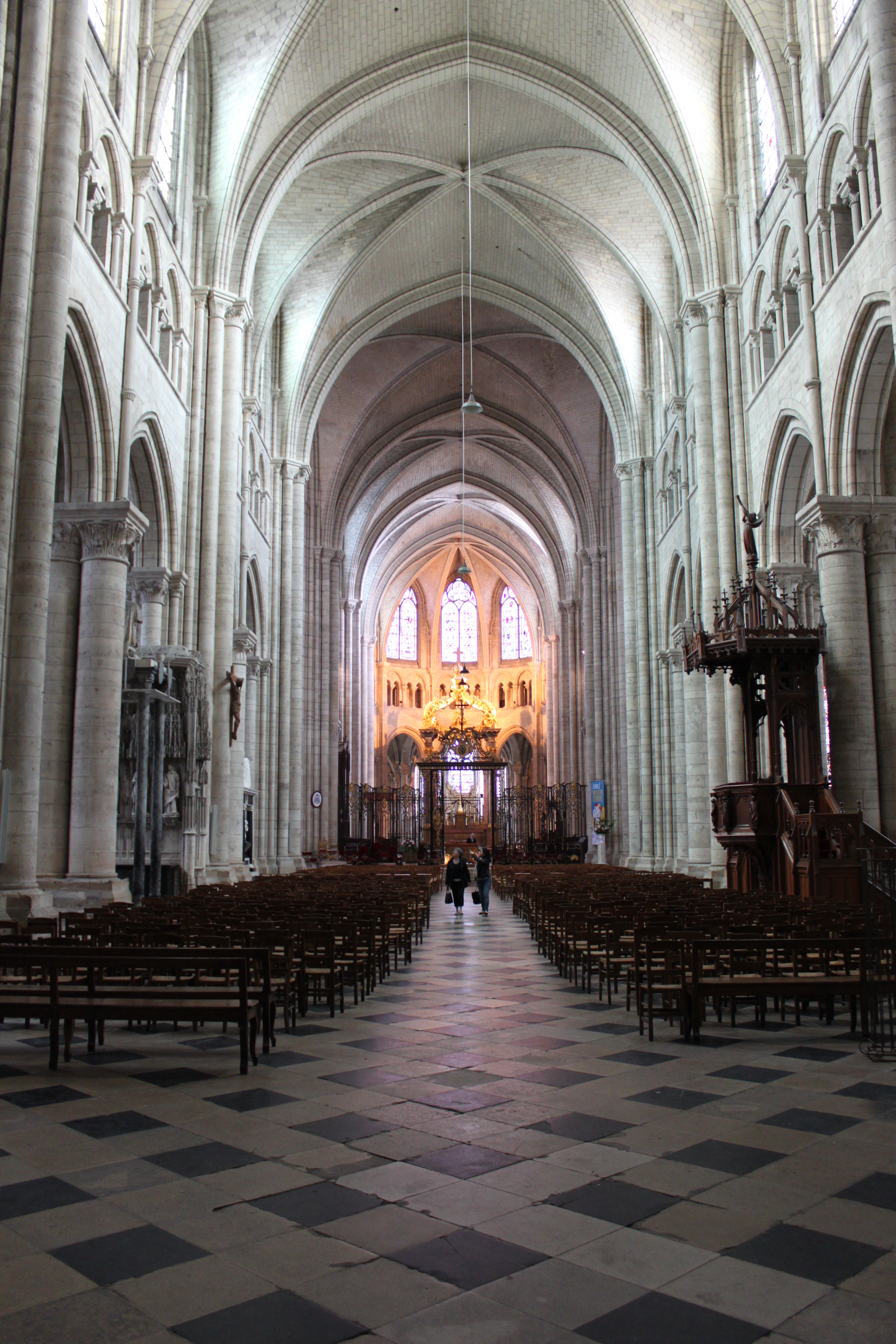
Санский собор: шестичастные своды
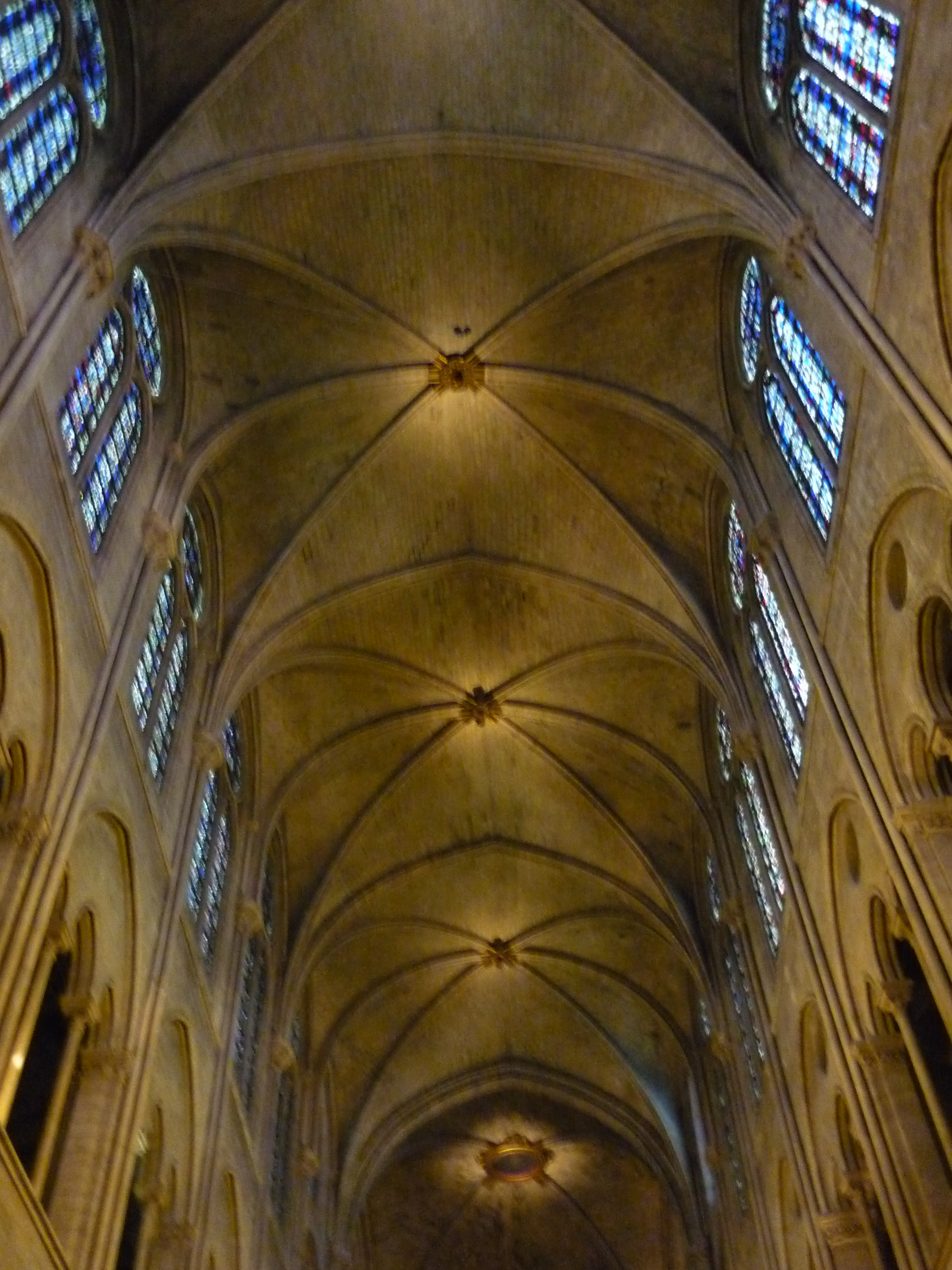
Парижская Богоматерь: шестичастные своды
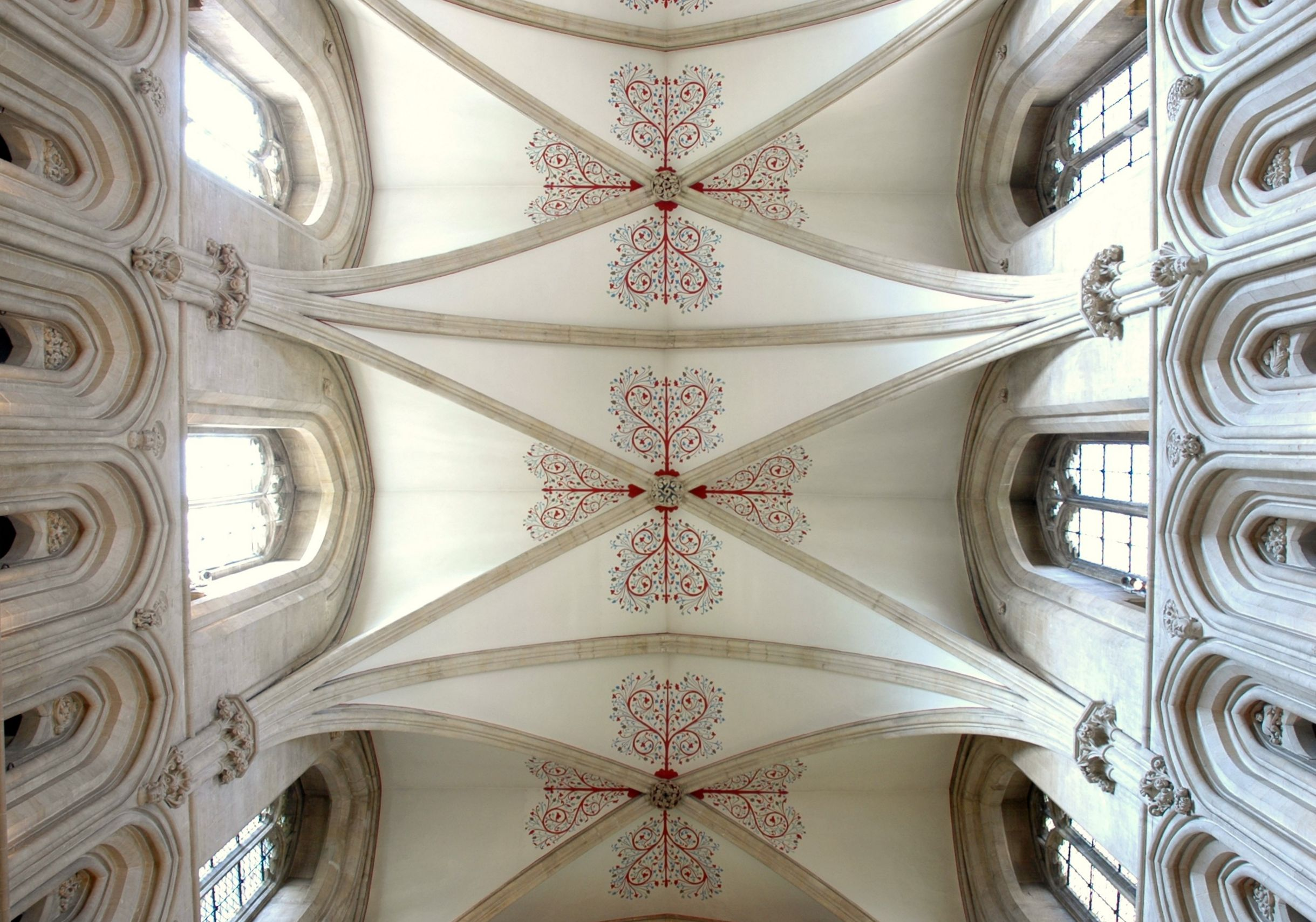
Уэлский собор: четырёхчастные своды
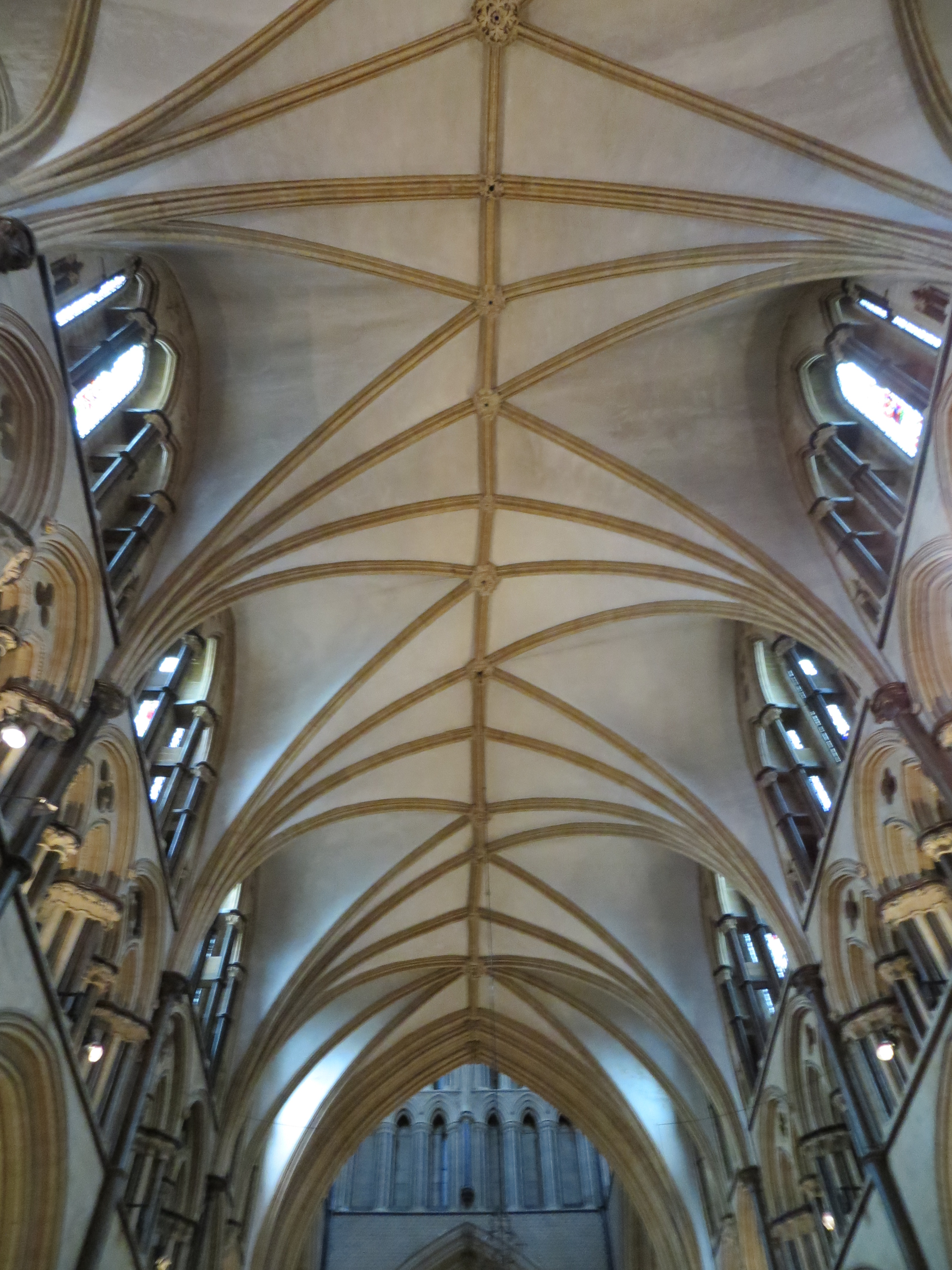
Линкольнский собор: «безумные» своды на хорах

### Аркбутаны и контрфорсы
Аркбутан, воспринимающий силы горизонтального распора сводов и уводящий их вовне на контрфорс, не является изобретением готики и появился ранее, но именно готика развивает его до высокой степени совершенства. Аркбутан позволяет поднять своды главного нефа выше и прорезать стены под ним большими окнами, отчего помещение становится значительно светлее. Раннеготические аркбутаны ещё несмелы и сравнительно коротки. В Лане и Париже аркбутан наконец выводят из-под крыши. Контрфорсы поставлены довольно близко к стенам и представляют собой каменные столбы, иногда дополнительно нагруженные и архитектурно завершённые пинаклями.

Аркбутаны и контрфорсы
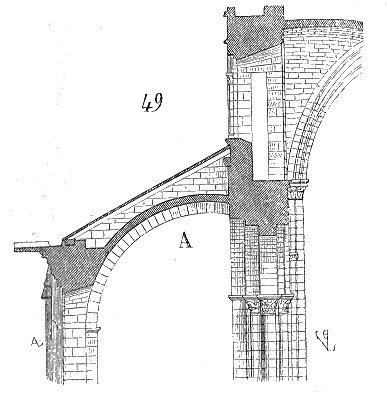
Романское Аббатство св. Стефана в Кане (XI век): конструкция аркбутана
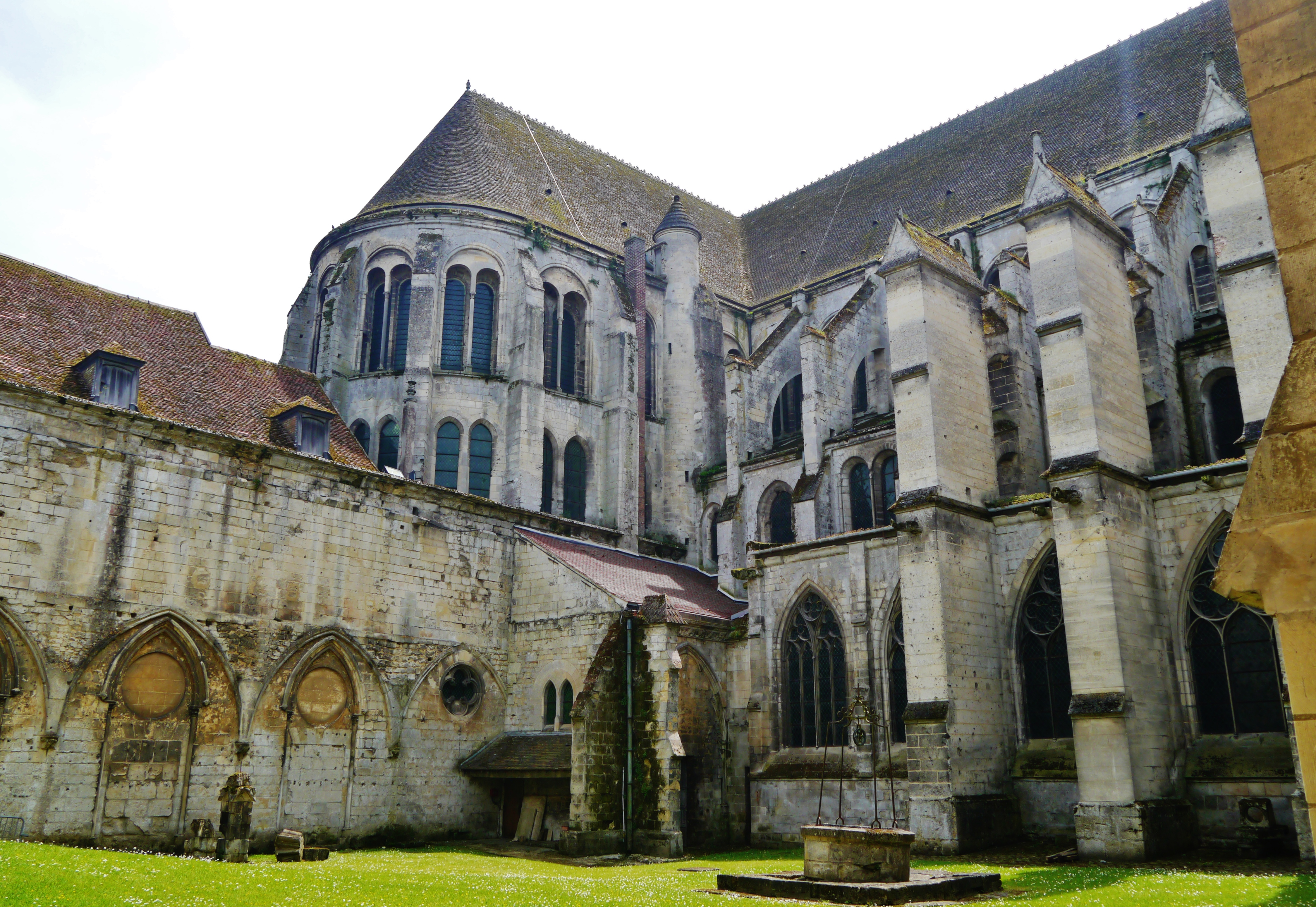
Ранние контрфорсы и аркбутаны в Нуайоне
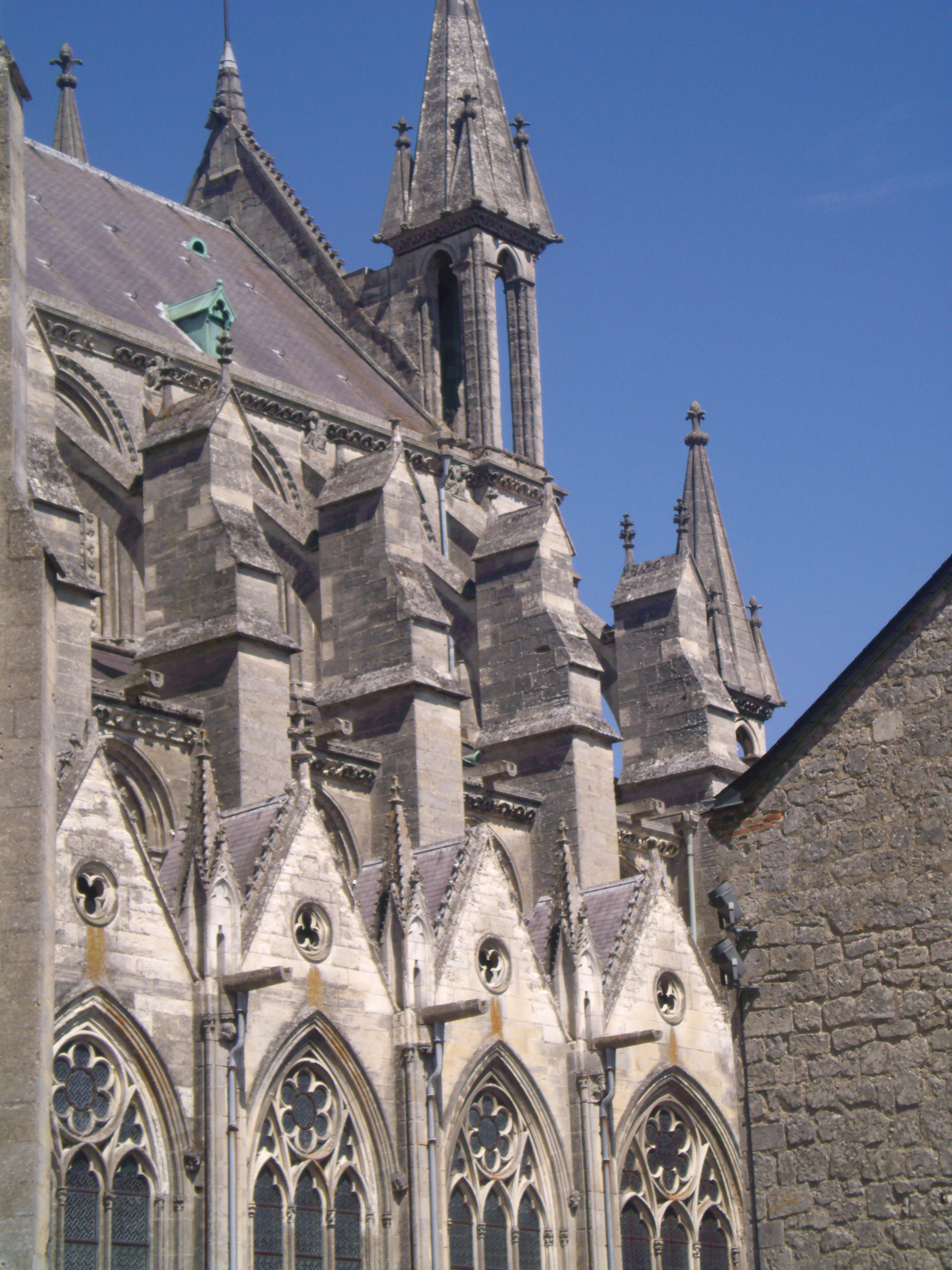
Контрфорсы Ланского собора
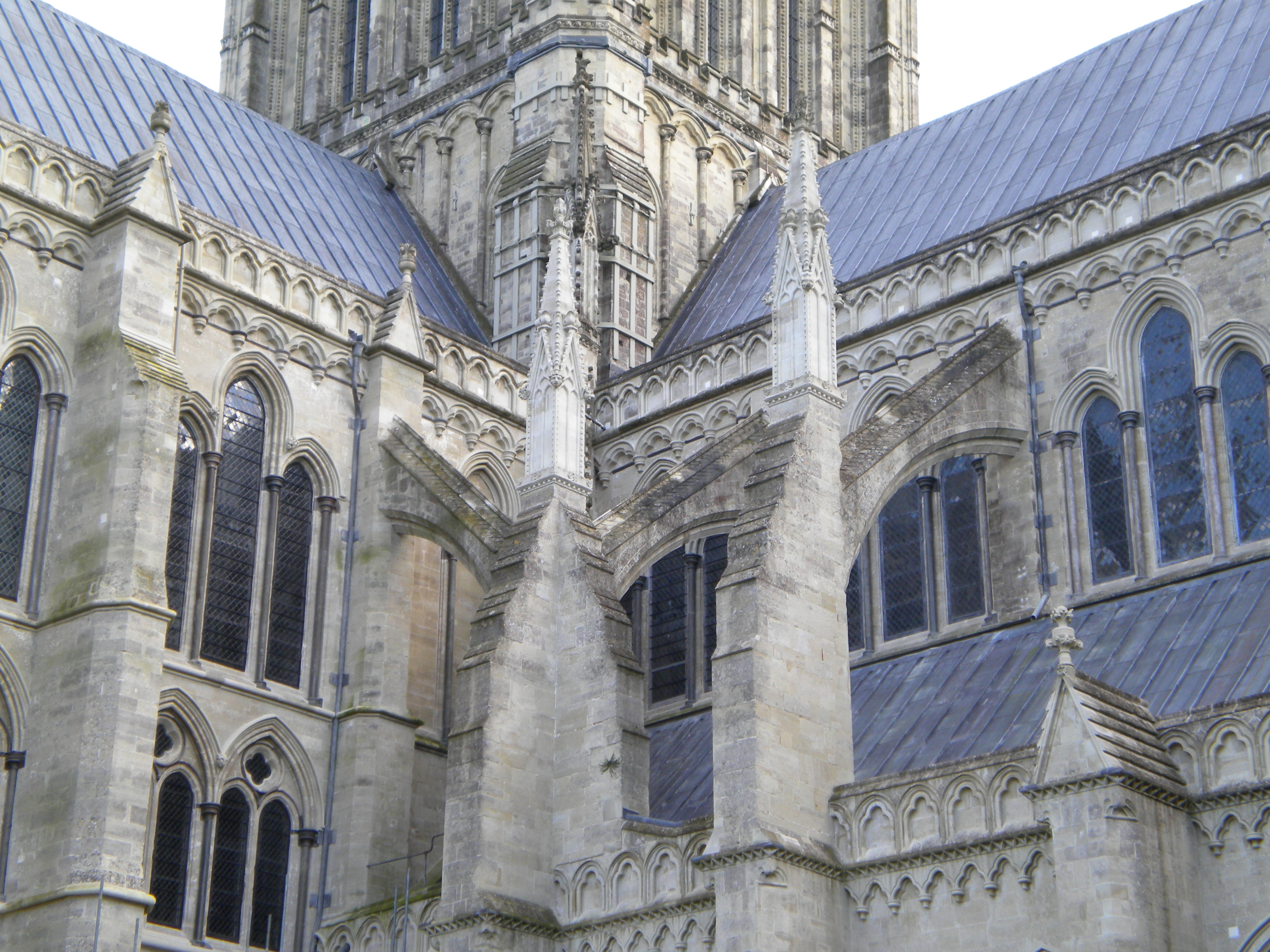
Контрфорсы вблизи средокрестия Солсберийского собора

### Скульптура
В период ранней готики скульптура в храмах сосредоточена у порталов: в люнете над дверью и на колонках, поддерживающих архивольты. Вслед за романской традицией эта скульптура изображает святых и святое семейство в удлинённых пропорциях, застывших выпрямленных позах. По мере развития готики фигуры становятся более реалистическими, как и лиственная резьба на капителях колонн в интерьере.
Одним из лучших образцов раннеготической скульптуры является западный (королевский) портал Шартрского собора (после 1145), уцелевший в пожаре, после которого остальное здание было перестроено в стиле высокой готики.

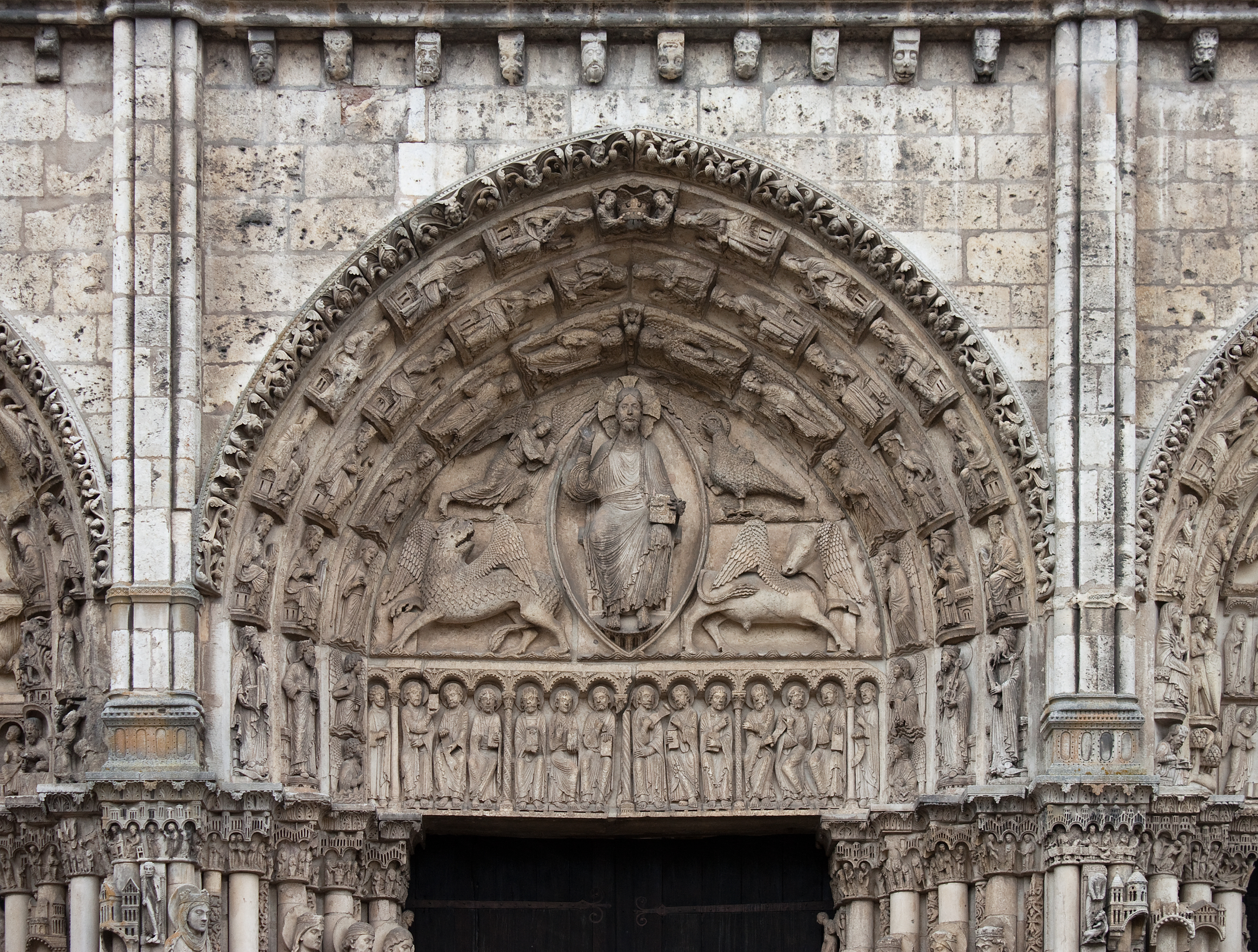
Центральная дверь королевского портала в Шартре
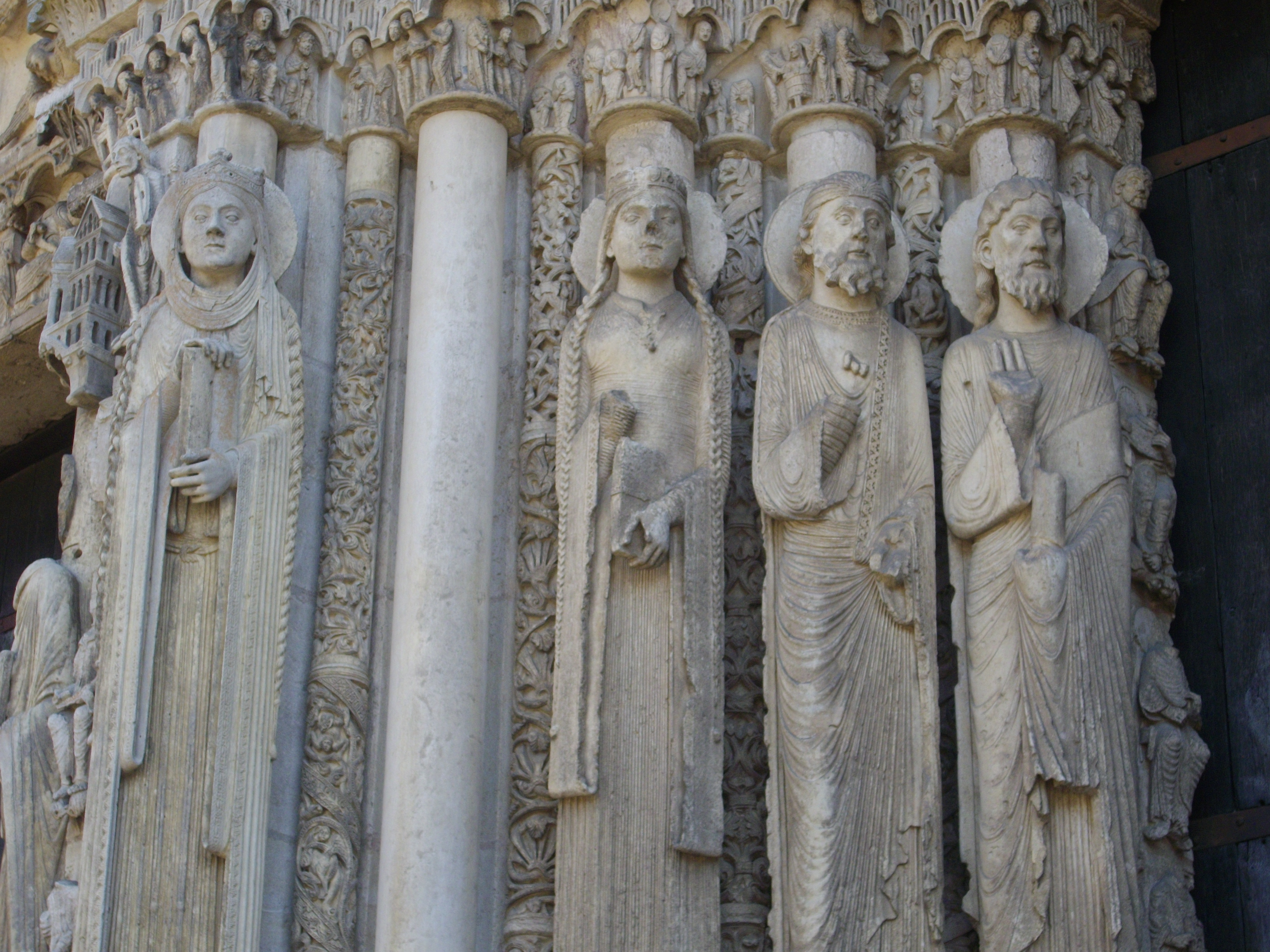
Королевский портал в Шартре, деталь
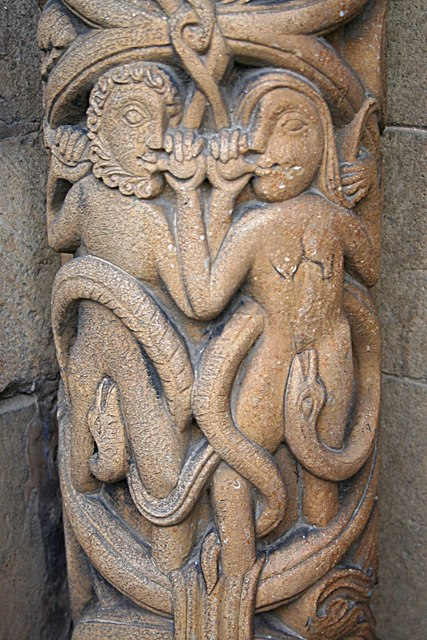
Адам и Ева, Линкольнский собор (XII век)

### Витражи
Витраж как технология существует уже много столетий и использовался и в романской архитектуре, но в готике он приобретает особую важность. Сугерий, заказывая витражи для деамбулатория базилики Сен-Дени, полагал, что творит подобие божественного света. Раннеготические витражи имеют очень плотные, яркие цвета, отчасти потому, что использовано много пигментов, отчасти — из-за большей толщины стекла, отчасти — по контрасту ещё небольших окон с темнотой интерьера.
Изготовление витража описано в начале XII века монахом Теофилом в его сборнике различных ремесленных технологий. Стекло обычно изготавливал один мастер, а витраж собирал другой. Для окраски использовали оксиды металлов: кобальта для синего цвета, меди — красного, железа — зелёного, марганца — фиолетового и сурьмы для жёлтого. Разваренное стекло выдували пузырём, придавали ему цилиндрическую форму, отрезали концы, разрезали по образующей и раскатывали в плоский лист толщиной от 3 до 8 мм. Витраж вычерчивали на столе в натуральную величину, стекло резали на кусочки и раскладывали на чертеже, затем раскрашивали специальной эмалью, которую затем сплавляли с основой. Подготовленное стекло запаивали в канавках свинцового переплёта и герметизировали замазкой.
В Англии старейший витраж (1170 год) находится в Йоркском соборе и посвящён Древу Иессееву.
Характерной чертой ранней готики являются большие окна-розы. В романской архитектуре розы уже известны (например, в монастыре в Помпозе X века), но малы по размерам. Согласно Бернарду Клервоскому, в XII веке роза символизировала Деву Марию и, соответственно, занимала центральное положение на фасадах соборов, посвящённых ей (в Париже, Лане, Шартре и др.).
Раннеготические розы прорезные. Среди образцов ранних роз: западный фасад Сен-Дени (хотя эта роза не подлинная), Шартрского собора, собора в Лане и церкви Богоматери в Манте (1210).

Раннеготические витражи
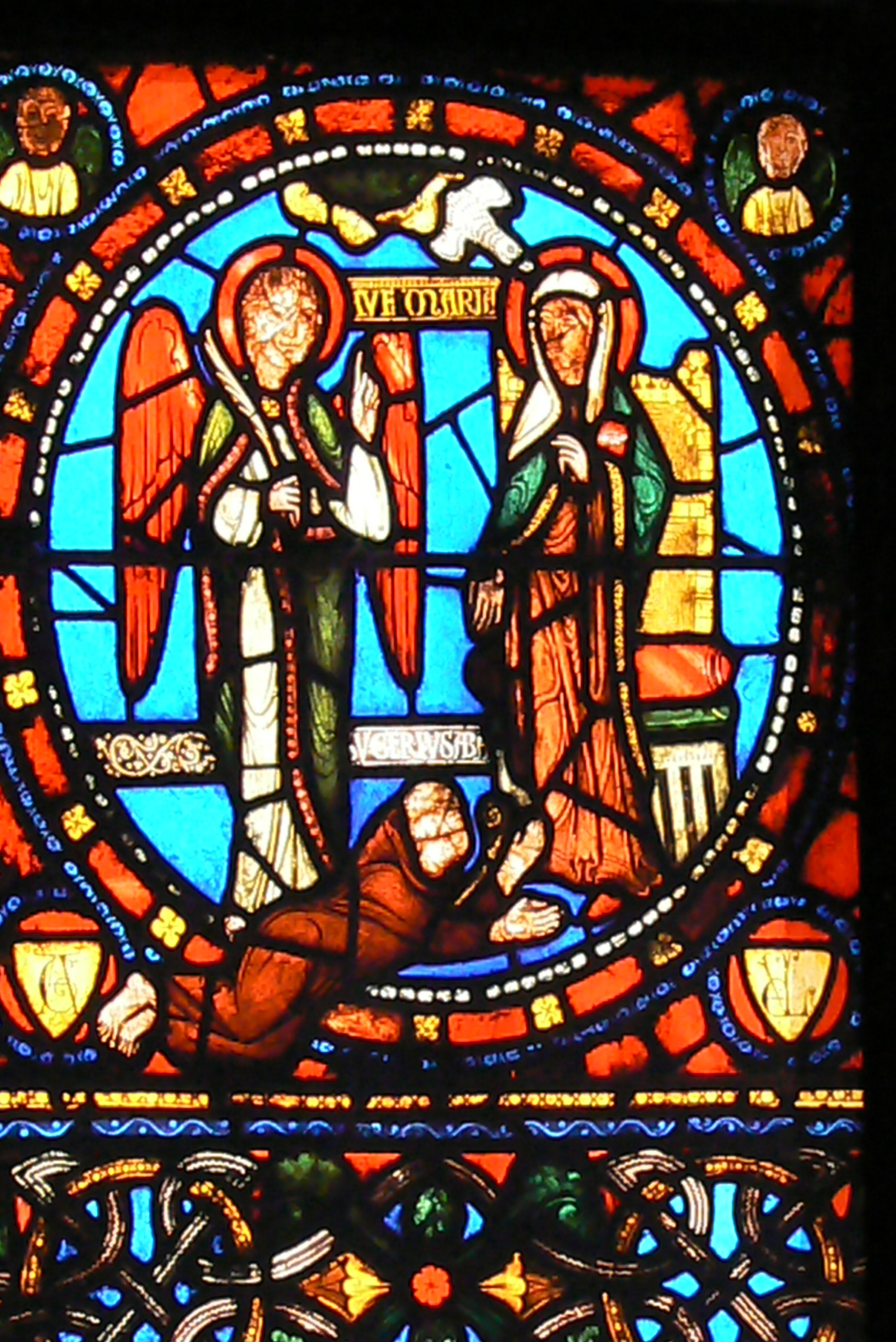
Витраж XII века из Сен-Дени
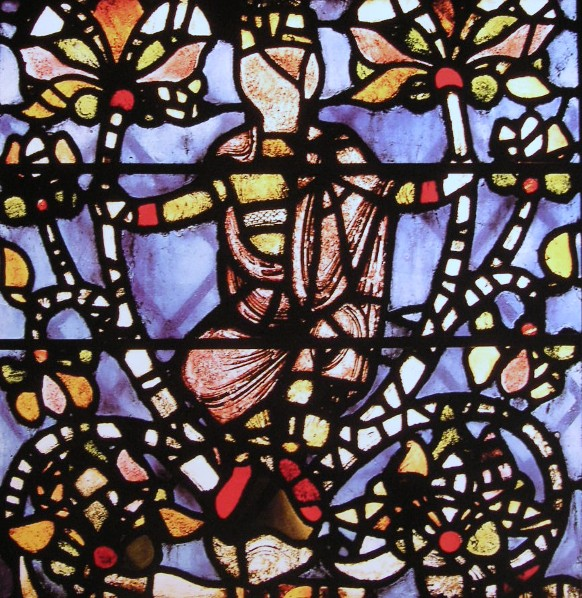
Древо Иессево (ок. 1170), Йоркский собор, деталь
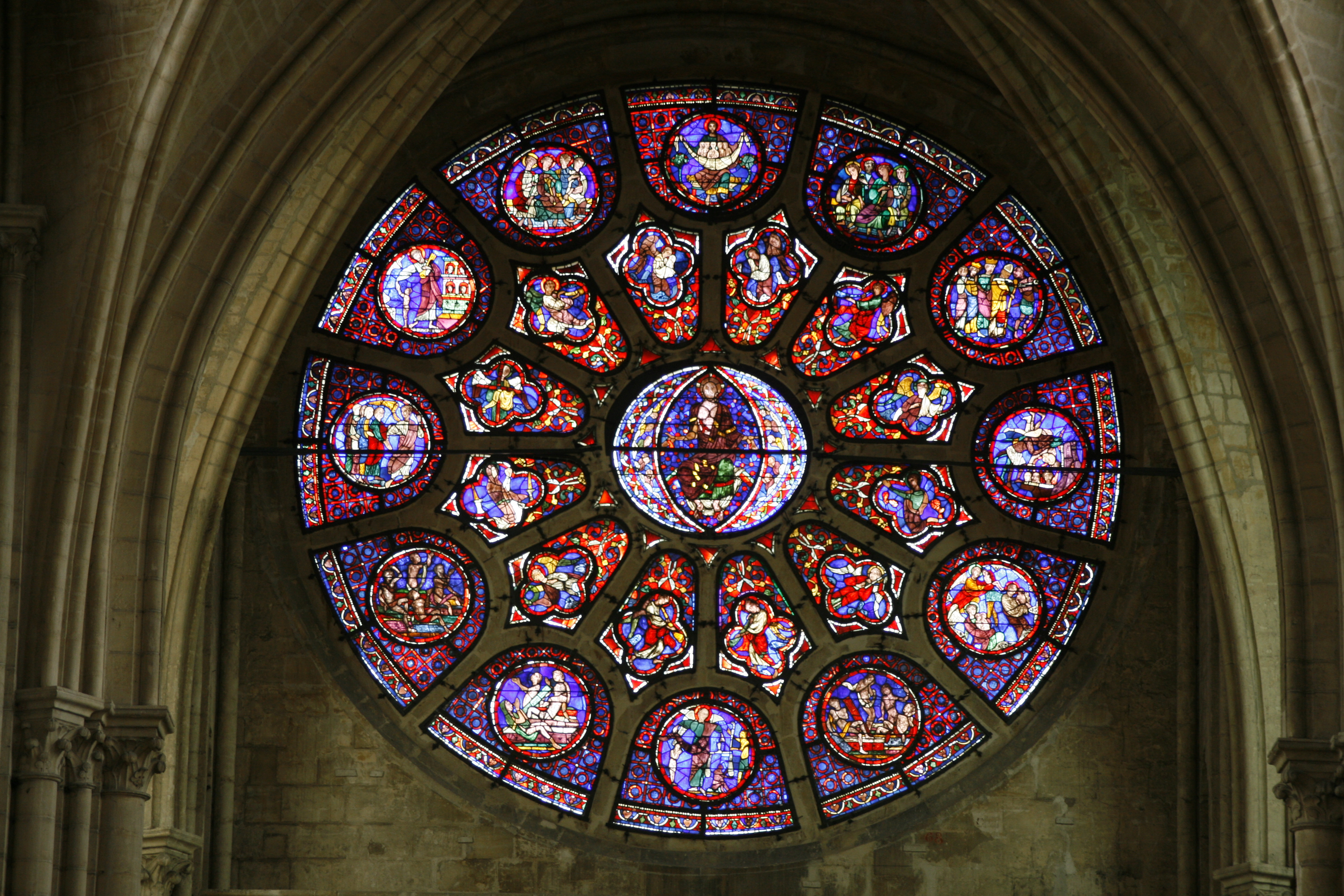
Роза церкви Богоматери в Манте (ок. 1210)
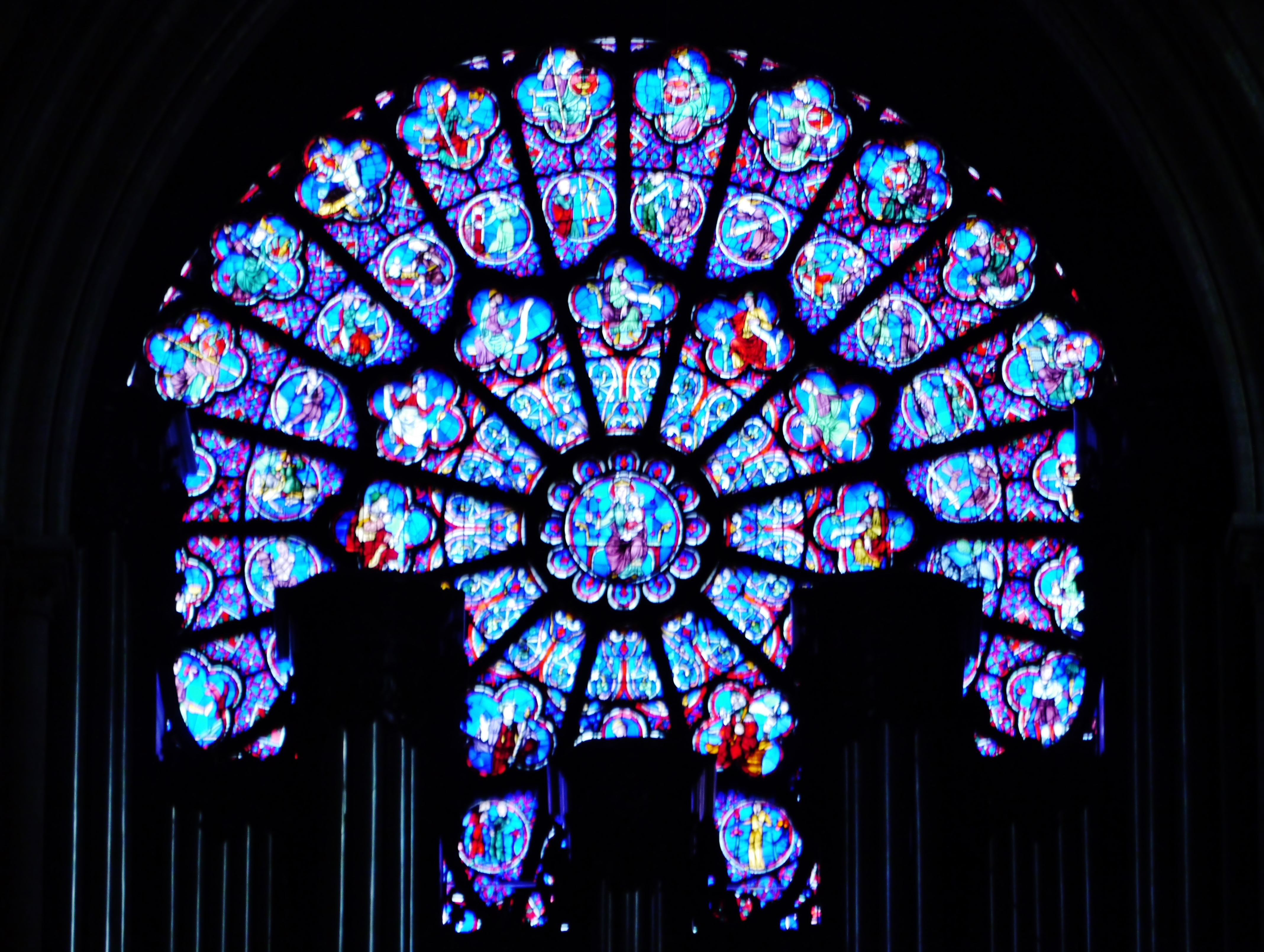
Западная роза собора Парижской Богоматери (ок. 1220)